# ナバラ州
ナバラ州（ナバラしゅう、スペイン語: Navarra）またはナファロア州（ナファロアしゅう、バスク語: Nafarroa）は、スペインの自治州である。一県一州の自治州であり、ナバラ県単独で構成される。州都はパンプローナ。スペイン語では第2音節にアクセントがあるため、ナバーラ州とも表記される。
中世のこの地域にはナバラ王国が存在し、スペイン帝国に併合された後も副王領として一定の自治権を得ていた。歴史的にはバスク地方の一部ではあるものの、フランコ体制後の民政移管期(1975-1982)にはバスク州への合流を望まず、1982年にナバラ県単独でナバラ州が発足した。歴史的背景が考慮されて大きな自治権を得ており、スペインの全17自治州のうち課税自主権が認められているのはナバラ州とバスク州のみである。国家公用語であるスペイン語に加えて、一部地域では地域言語のバスク語も公用語に指定されている。

## 名称
正式名称（スペイン語: Comunidad Foral de Navarra, [komuniˈðað foˈɾal de naˈβara] : コムニダ・フォラル・デ・ナバラ, バスク語: Nafarroako Foru Komunitatea, [nafaroako foɾu komunitatea] : ナファロアコ・フォル・コムニタテア）は「ナバラ特権州」の意味を持ち、特権（フエロ）とはかつてカスティーリャ王国が各地域に認めていた地域特別法のことである。英語やフランス語ではNavarre（英語: [nəˈvɑːr]、ナヴァール）。ナバラとはバスク語で「森」または「オークの林」、「山々に囲まれた平原」という意味である。

## 地理

### 地勢

ナバラ州の地勢

北西はバスク州のアラバ県とギプスコア県、南はラ・リオハ州、東はアラゴン州に接し、北東は163kmに渡ってフランスと国境を接している。北のピレネー山脈から南のエブロ川流域の平原まで、ナバラ州の地理は変化に富んでおり、地理学者のアルフレド・フロリスタはナバラの景観を「ミニチュア大陸」と表現した。地形・生物気候学の観点から、ナバラ州は山岳部、中央部、河岸部の3地域に分けることができる。
山岳部はナバラ州北部を占め、サブリージョンとして湿潤地帯、ピレネー渓谷、ピレネー前縁盆地に分けられる。州北西部の湿潤地帯は平均気温が摂氏15度、年間降水量が約1,400mmであり、広葉樹、牧草、シダ類などの植生がみられる。州北東部のピレネー渓谷は、激しい降雪と気温の変化が特徴のピレネー山脈山麓から、西に向かうにつれて温暖な気候が特徴の亜海洋性気候に変化している。ピレネー渓谷北部ではブナ、モミ、オウシュウアカマツなどがみられる。ピレネー前縁盆地の植生はカシ類やカシワ類などの地中海広葉樹が目立つ。ナバラ州の最高峰は標高2,428mのメサ・デ・ロス・トレス・レジェスであり、トレス・レジェスの周囲には標高2,507mのアニ峰（山頂はフランス領）や2,366mのペトレチェマなどがある。

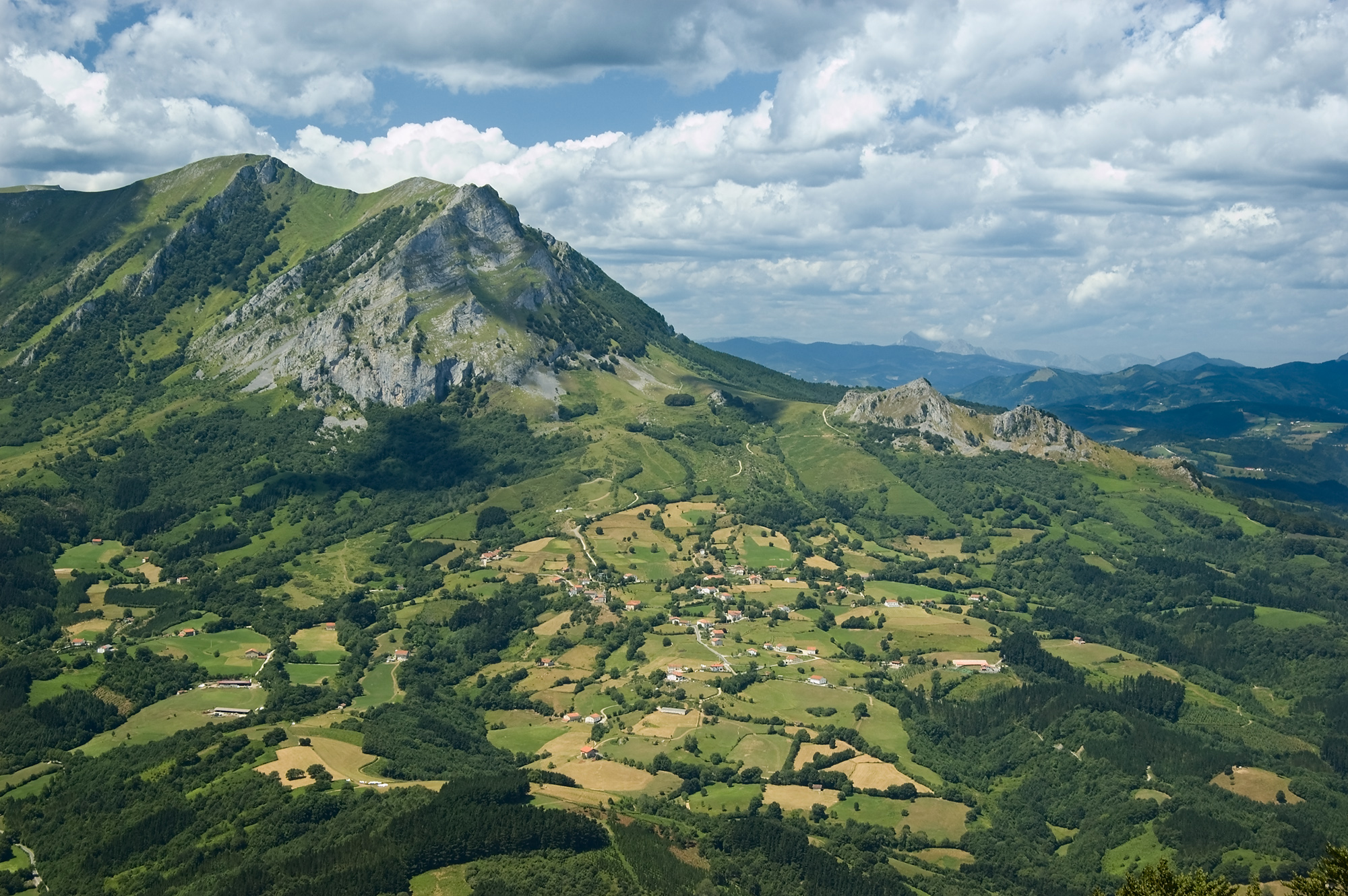
アララール山地

山岳部と河岸部の中間には中央部があり、山地や丘陵などがみられる北部から広大な平野が広がる南部までが緩やかに推移している。中央部の中でも気候は大きく変化し、東側は大陸性気候であり、北側は西岸海洋性気候、南側は大陸地中海性気候である。中央部にはパンプローナやパンプローナ都市圏がある。河岸部はエブロ川の本流や支流の流域であり、エステーリャとトゥデラというふたつの主要都市がある。エステーリャ河岸にはなだらかな尾根や向斜面谷が見られ、トゥデラ河岸には構造平原や沖積低地が広がっている。トゥデラの北方には半砂漠地帯のバルデナス・レアレスが広がり、ユネスコの生物圏保護区に指定されている。河岸部の年降水量は400mm足らずであり、山岳部に比べて日照時間が長いほか、夏季と冬季の気温差が激しい。
ナバラ州の主要な河川には、エステーリャを流れるエガ川、パンプローナを流れるアルガ川、サングエサを流れるアラゴン川などがある。これらの河川はいずれもエブロ川の支流であり、北から南に流れてエブロ川に注いだ後は、南東に流れてやがて地中海に注ぐ。スペイン語とバスク語の言語境界線付近に分水嶺があり、州北西部の一部の地域からは、ウルメア川やビダソア川やレイツァラン川が、南から北に流れて大西洋に注いでいる。

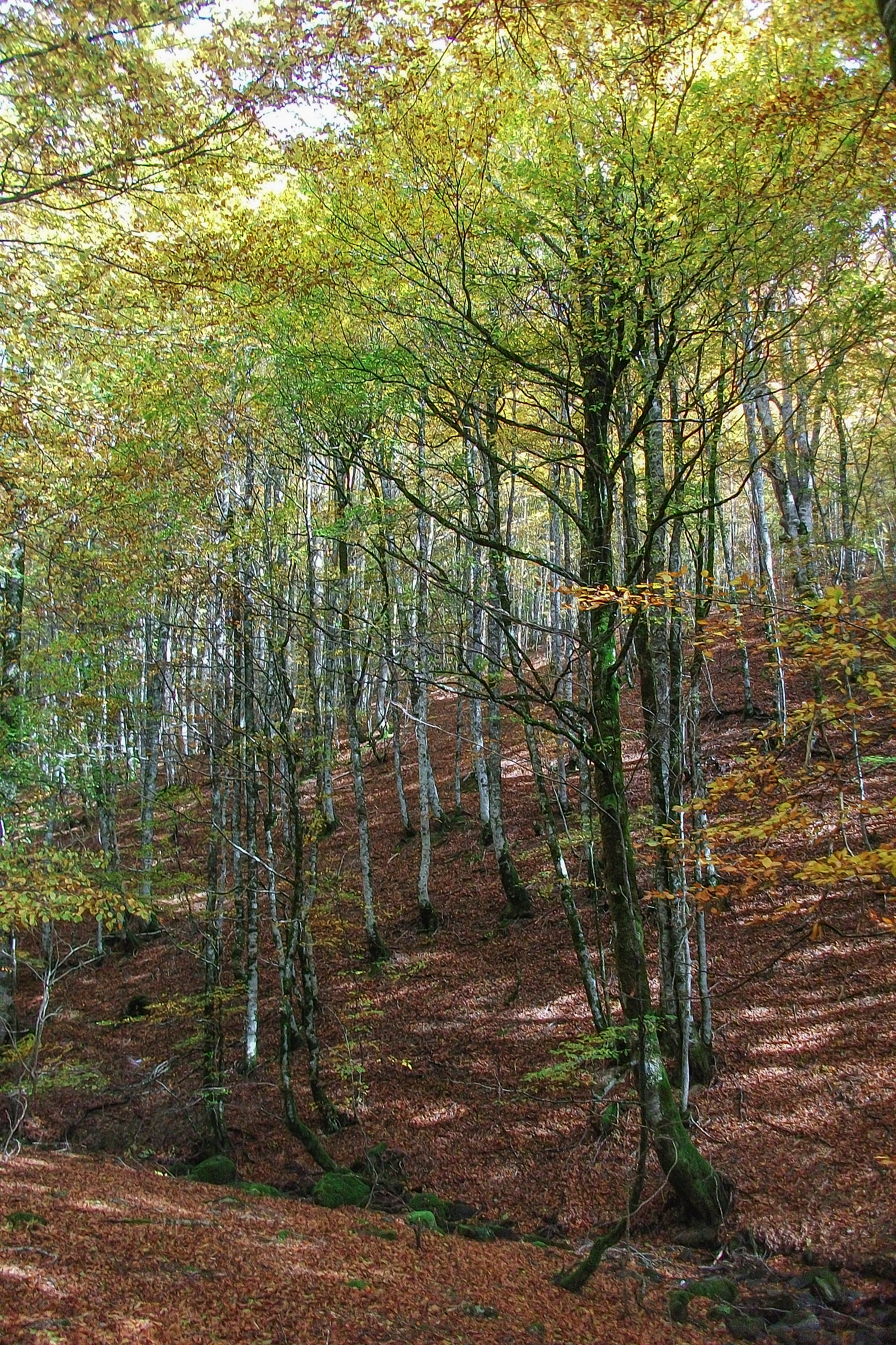
イラティの森（山岳部）
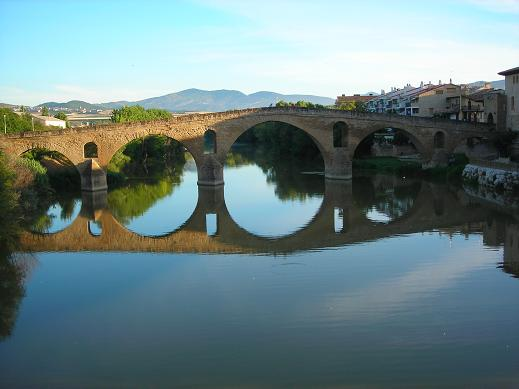
アルガ川（中央部）
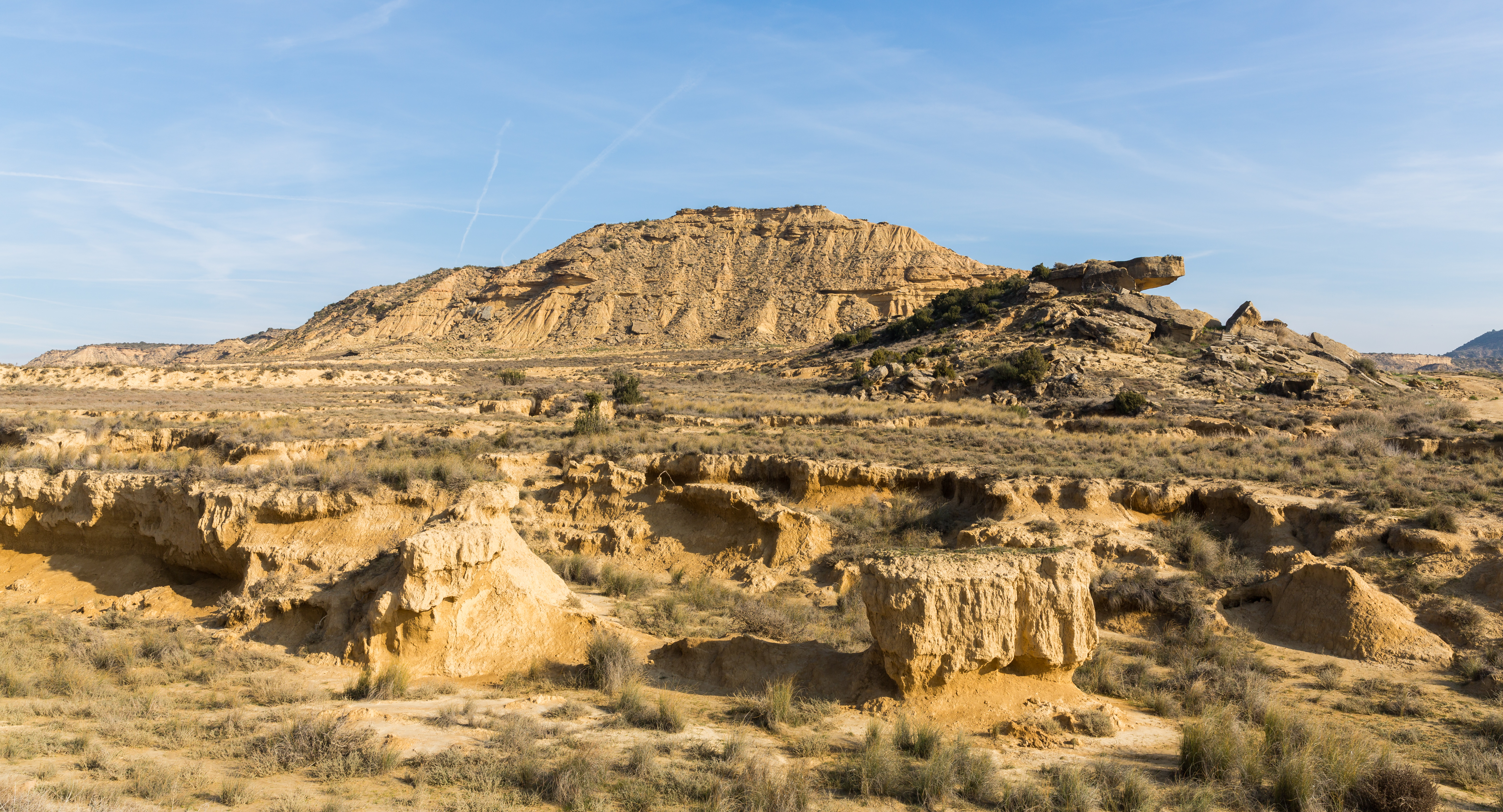
バルデナス・レアレス（河岸部）

### 気候
ビスケー湾の影響が強い北西部は西岸海洋性気候であり、バスタン谷やビダソア谷は一年中緑に覆われる。冬季の平均気温は摂氏12度と穏やかであり、夏季の平均気温も摂氏22度と過ごしやすい。ピレネー山脈に近い北東部は山岳気候であり、ナバラ州でもっとも涼しい気候である。冬季には気温が氷点下に落ち込み、標高の高い斜面は積雪を伴う。パンプローナを含む中央部は変移地帯であり、冬季と夏季の気温差が激しい。冬季は晴天日が多いが一定の降水もあり、夏季は暑く乾燥する日中と涼しい夜間が特徴である。南部は地中海性気候であり、冬季にはシエルソと呼ばれる北風が吹く。夏季は暑く乾燥し、気温はしばしば摂氏40度に達する。
| パンプローナの気候               | パンプローナの気候 | パンプローナの気候 | パンプローナの気候 | パンプローナの気候 | パンプローナの気候 | パンプローナの気候 | パンプローナの気候 | パンプローナの気候 | パンプローナの気候 | パンプローナの気候 | パンプローナの気候 | パンプローナの気候 | パンプローナの気候 |
| 月                               | 1月                | 2月                | 3月                | 4月                | 5月                | 6月                | 7月                | 8月                | 9月                | 10月               | 11月               | 12月               | 年                 |
| -------------------------------- | ------------------ | ------------------ | ------------------ | ------------------ | ------------------ | ------------------ | ------------------ | ------------------ | ------------------ | ------------------ | ------------------ | ------------------ | ------------------ |
| 最高気温記録 °C （°F）           | 19.5 (67.1)        | 23.6 (74.5)        | 30 (86)            | 29.6 (85.3)        | 33.5 (92.3)        | 38.5 (101.3)       | 40.2 (104.4)       | 40.6 (105.1)       | 38.8 (101.8)       | 30 (86)            | 27 (81)            | 20 (68)            | 40.6 (105.1)       |
| 平均最高気温 °C （°F）           | 9.1 (48.4)         | 10.9 (51.6)        | 14.6 (58.3)        | 16.4 (61.5)        | 20.2 (68.4)        | 25.2 (77.4)        | 28.2 (82.8)        | 28.3 (82.9)        | 24.5 (76.1)        | 19.3 (66.7)        | 13.1 (55.6)        | 9.7 (49.5)         | 18.4 (65.1)        |
| 日平均気温 °C （°F）             | 5.2 (41.4)         | 6.3 (43.3)         | 9.1 (48.4)         | 10.9 (51.6)        | 14.7 (58.5)        | 18.6 (65.5)        | 21.2 (70.2)        | 21.4 (70.5)        | 18.2 (64.8)        | 14.1 (57.4)        | 9.0 (48.2)         | 6.0 (42.8)         | 12.9 (55.2)        |
| 平均最低気温 °C （°F）           | 1.4 (34.5)         | 1.6 (34.9)         | 3.7 (38.7)         | 5.3 (41.5)         | 8.6 (47.5)         | 11.9 (53.4)        | 14.2 (57.6)        | 14.5 (58.1)        | 12.0 (53.6)        | 8.9 (48)           | 4.8 (40.6)         | 2.2 (36)           | 7.4 (45.3)         |
| 最低気温記録 °C （°F）           | −12.4 (9.7)        | −15.2 (4.6)        | −9 (16)            | −2.2 (28)          | −0.2 (31.6)        | 3.8 (38.8)         | 7 (45)             | 4.8 (40.6)         | 3.4 (38.1)         | −1 (30)            | −6.6 (20.1)        | −14.2 (6.4)        | −15.2 (4.6)        |
| 降水量 mm （inch）               | 57 (2.24)          | 50 (1.97)          | 54 (2.13)          | 74 (2.91)          | 60 (2.36)          | 46 (1.81)          | 33 (1.3)           | 38 (1.5)           | 44 (1.73)          | 68 (2.68)          | 75 (2.95)          | 72 (2.83)          | 674 (26.54)        |
| % 湿度                           | 78                 | 72                 | 66                 | 65                 | 63                 | 59                 | 57                 | 58                 | 62                 | 69                 | 76                 | 78                 | 67                 |
| 平均月間日照時間                 | 93                 | 125                | 177                | 185                | 228                | 268                | 310                | 282                | 219                | 164                | 108                | 88                 | 2,240              |
| 出典1：スペイン国立気象庁(Aemet) |                    |                    |                    |                    |                    |                    |                    |                    |                    |                    |                    |                    |                    |
| 出典2：スペイン国立気象庁(Aemet) |                    |                    |                    |                    |                    |                    |                    |                    |                    |                    |                    |                    |                    |

### 人口

自治体別の人口密度
高密度 低密度

ナバラ州は272のムニシピオ（基礎自治体）からなる。人口の約1/3が州都パンプローナ（195,769人）に住んでおり、人口の約半分がパンプローナ都市圏（315,988人）に住んでいる。人口20,000人以上の自治体はパンプローナ、河岸部のトゥデラ、パンプローナ都市圏のバラニャインの3自治体であり、2013年時点では州全体の42.3%がこの3自治体に居住している。人口2,000人から20,000人の自治体には州全体の39.2%が、人口2,000人以下の自治体に州全体の18.5%が居住している。
| ナバラ州の自治体の人口順位（2013年） | ナバラ州の自治体の人口順位（2013年） | ナバラ州の自治体の人口順位（2013年）  | ナバラ州の自治体の人口順位（2013年） |
| #                                    | 人口                                 | 自治体                                | 地域                                 |
| ------------------------------------ | ------------------------------------ | ------------------------------------- | ------------------------------------ |
| 1                                    | 196,955                              | パンプローナ                          | 中部                                 |
| 2                                    | 35,369                               | トゥデラ                              | 南部（河岸部）                       |
| 3                                    | 21,120                               | バラニャイン                          | 中部（パンプローナ都市圏）           |
| 4                                    | 18,414                               | バリェ・デ・エグエス/エグエシバル     | 中部（パンプローナ都市圏）           |
| 5                                    | 18,248                               | ブルラーダ/ブルラタ                   | 中部（パンプローナ都市圏）           |
| 6                                    | 14,120                               | シスール・マジョール/シスル・ナグシア | 中部（パンプローナ都市圏）           |
| 7                                    | 13,947                               | エステーリャ                          | 南部（河岸部）                       |
| 8                                    | 11,201                               | タファリャ                            | 南部（河岸部）                       |

1900年時点のナバラ地方の人口はスペイン全体の1.7%だったが、20世紀を通じて緩やかに比率を低下させた結果、1991年時点では1.3%となった。ナバラ州より人口が少ない自治州はラ・リオハ州とカンタブリア州だけであり、ナバラ州の人口はスペインの全17自治州中15位である。1900年の人口は307,669人だったが、2014年には約2倍の640,356人となった。人口密度は1900年の29人/km2から2014年には61.4人/km2に増加したが、スペイン平均の人口密度92人/km2を下回っている。ピレネー渓谷や南西部のエステーリャ地域では20世紀初頭から人口が減少しつづけているが、パンプローナ盆地や河岸地域では人口が増加している。2000年代にはラテンアメリカ、東欧、北アフリカなどからの移民が増加しており、他国出身人口は約70,000人、比率では約11%と推定されている。
| ナバラ州の人口推移 1900－2001                           |
|                                                         |
| 出典:INE（スペイン国立統計局）1900年 - 1991年、1996年 - |

## 歴史

### 先史時代・古代

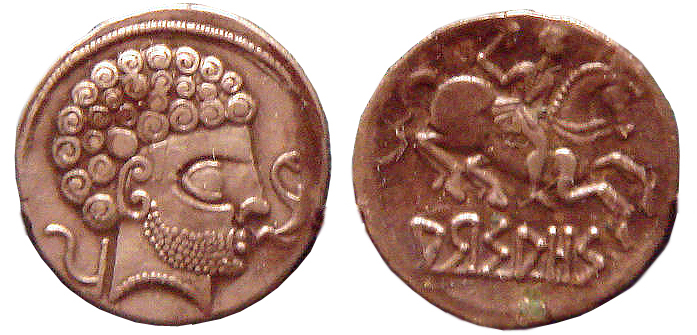
古代ローマの影響を示す硬貨

ナバラに残る最古の考古学遺跡は、後期旧石器時代のマドレーヌ文化期（18,000年前 - 11,000年前）のものである。北西部のアララール山地には金属器時代初期の巨石記念物（ドルメン、メンヒル、ストーンサークル）が見られ、南部からは鉄器時代の集落が発見されている。
その後やってきたケルト人はバスク地方に金属加工術や火葬の習慣をもたらし、紀元前3世紀にはカルタゴ人がピレネー山麓に達した。紀元前133年のヌマンティアの攻囲戦で古代ローマ人がケルト人を破ると、紀元前75年にはグナエウス・ポンペイウスが自身の名に因んだ都市ポンパエロ（現・パンプローナ）を建設した。ポンパエロには神殿、公衆浴場、邸宅などが築かれてローマ的な都市となり、ブドウ、オリーブ、小麦などのローマ作物の大規模農場が作られた。東部のサングエサやルンビエルなど、アラゴン川やアルガ川河畔の町はローマ化が著しく、逆に山間部の谷はほとんどローマの影響を受けなかった。ローマ時代にキリスト教がバスク地方に定着していたとする有力な証拠はないが、伝承によれば、レイレ修道院の建設は435年、イラチェ修道院の建設は西ゴート時代、ロンセスバーリェス修道院の建設は638年とされている。

### ナバラ王国

ナバラ王国の最大版図（1030年）

主要なサンティアゴ・デ・コンポステーラの巡礼路である「フランスの道」は2つの峠によってピレネー山脈を超え、ナバラ地方のプエンテ・ラ・レイナで合流する。サンティアゴの巡礼路は850年以後に人気を得て、巡礼者の往来は11世紀にピークに達した。ナバラは巡礼者と接する中でキリスト教を受け入れていった。
西ゴート族もフランク族も、この地域を完全に征服するには至らなかった。778年、カール大帝率いるフランク族の軍隊はパンプローナの城壁を破壊したが、これに憤慨したバスク人との戦い（ロンセスバーリェスの戦い）には大敗し、この戦いは叙事詩ローランの歌のモデルとなった。824年にはバスク人の族長イニゴ・アリスタがイスラーム勢力と手を組んでフランク族に勝利し、イニゴ・アリスタはパンプローナ王国（後のナバラ王国）を興した。

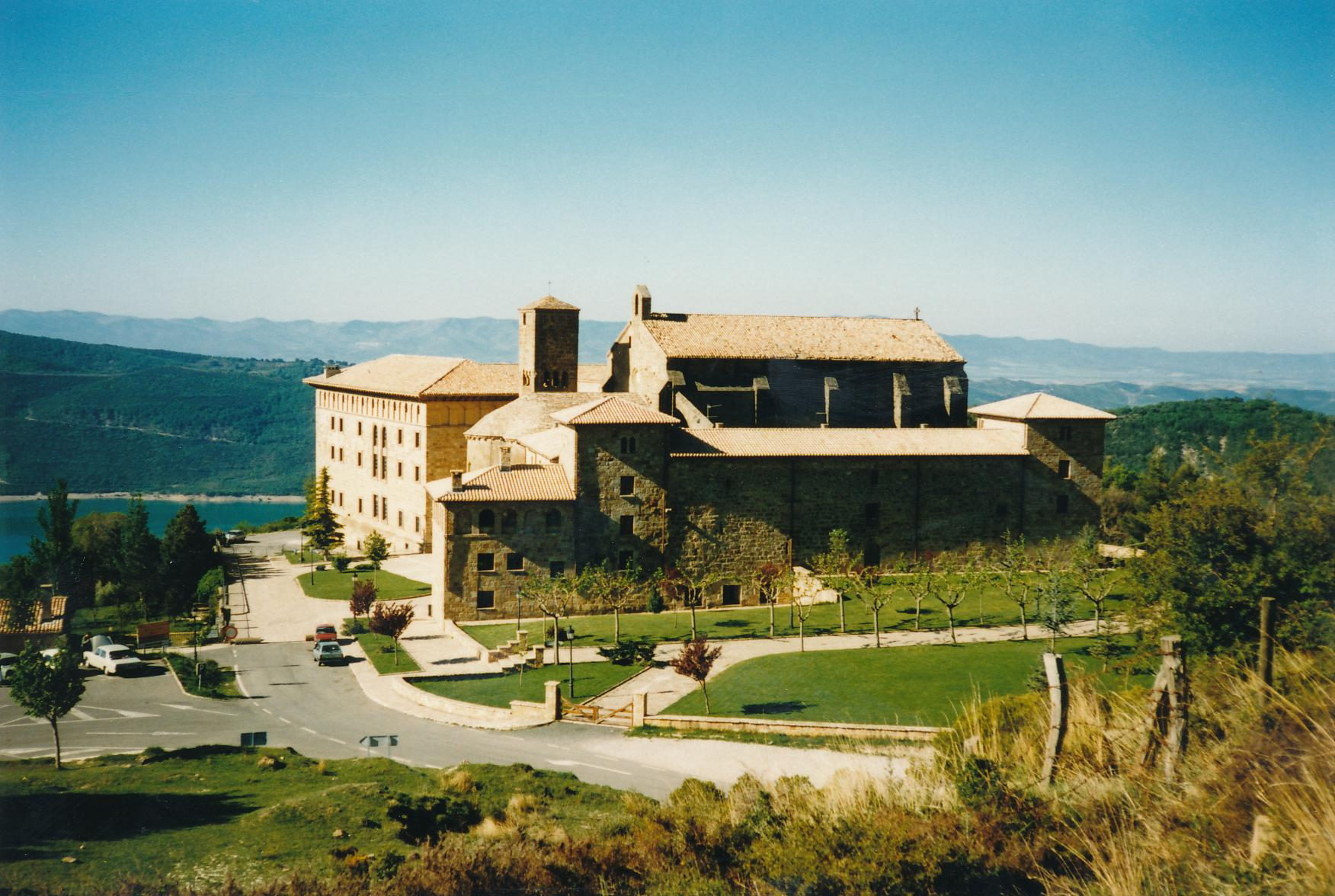
「ナバラ王国の心臓」と称えられたレイレ修道院

905年にサンチョ1世によってヒメネス王朝が始まると、イスラーム教徒との間で領土の奪い合いが繰り返された。耕地が少ないナバラ地方は人口過剰の問題に悩まされていたが、サンチョ1世は8世紀初頭からイスラーム教徒の手にあったリオハ地方を併合して社会・経済基盤を拡充した。10世紀半ばにはレオン王国、アラバ領主、カスティーリャ王国などと婚姻関係を結んでいる。10世紀末にはサンチョ2世（在位970年-994年）が娘のウラカ・サンチェスを後ウマイヤ朝の宰相アル・マンスール・ビッ・ラーヒに与えて平和を確保しており、アル・マンスールとウラカ・サンチェスの間には後ウマイヤ朝最後のアミールであるアブド・アッラフマーン・サンチュエロが生まれている。パンプローナ王国は首都を持ち司教区を為す主権王国となり、1000年までにはナバラ王国として知られるようになった。
1004年に即位したサンチョ3世（大王）は、キリスト教諸国との政略結婚を繰り返して、カスティーリャ、ラ・リオハ、アラゴン、バスクの諸地域と次々と同盟関係を結んで王国の地位を強固なものとした。ピレネー山脈以南（イベリア半島）のキリスト教圏の大部分を支配した、イベリア半島におけるキリスト教勢力の「覇権国家」となった。サンチョ3世は西ヨーロッパとの経済・文化的交流を活発化させ、サンティアゴの巡礼路の整備と管理に力を注いだ。レコンキスタの過程でキリスト教勢力の軍事力がイスラーム教勢力を上回ったのはこの時期である。
1035年にサンチョ3世が亡くなると王国は息子たちに分割され、その政治力はサンチョ3世時代まで回復することはなかった。サンチョ3世の長子であるガルシア3世はカスティーリャ王フェルナンド1世に敗れ、西部の国境地域を失っている。1076年にはアラゴン王サンチョ1世がナバラ王国を併合し、ナバラ王国はアラゴン王国と同君連合を結ぶと、サンティアゴ巡礼の活況に合わせてパンプローナ、ハカ、エステーリャなどの町が成長した。ガルシア6世（復興王）が王位に就いた1134年にはアラゴン王国から独立して再び主権を建てたが、カスティーリャ＝レオン王国への臣従とリオハ地方の割譲を余儀なくされている。イベリア半島における政治的影響力を低下させた一方で、巡礼路を通じて貿易商や巡礼者が流入したため、ナバラ王国の商業的重要性は増した。ナバラ王国時代にはイスラーム美術が持ち込まれ、トゥデラのモスクの廃墟、レイレ修道院やフィテロ(英語版)修道院の象牙細工の小箱などが残っている。

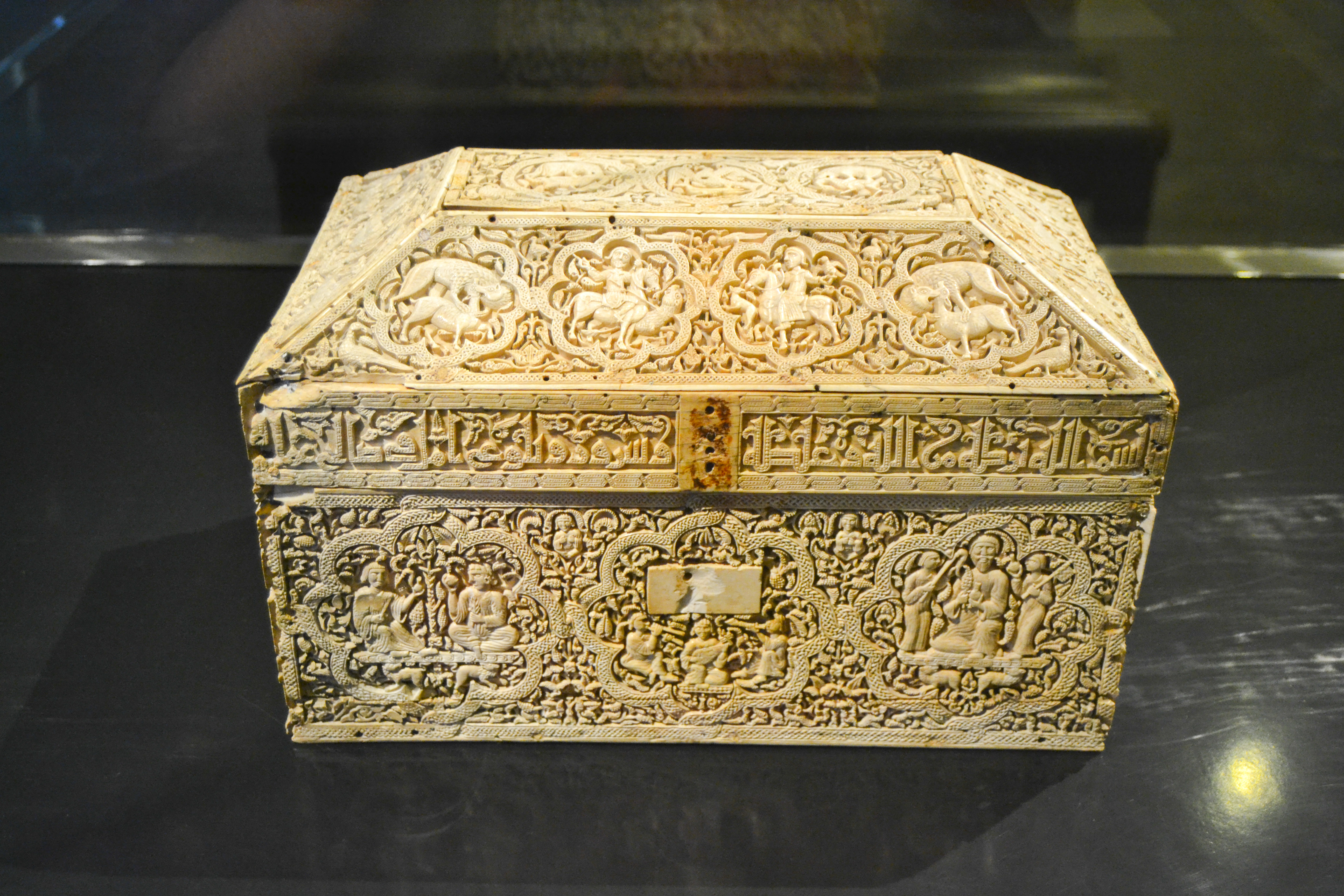
ナバラ博物館に所蔵されているイスラーム時代の象牙箱

12世紀末にはカスティーリャ王アルフォンソ8世とアラゴン王アルフォンソ2世が結託してナバラ王国に攻め込み、1200年にはビスケー湾岸のアラバ、ビスカヤ、ギプスコアの3地域を奪われた。ナバラ王国は海岸部を失って内陸国となり、ピレネー山麓の小国へ地位を落とした。1212年にカトリック諸国連合軍がムワッヒド朝に挑んだナバス・デ・トロサの戦いでは、サンチョ7世（不屈王）が率いる重装騎士団がカトリック勢力の勝利に貢献した。この戦いはレコンキスタ（再征服運動）における転換点であり、ムワッヒド朝の衰退の決定的な要因となっている。
1234年に死去したサンチョ7世には嗣子がおらず、シャンパーニュ家のテオバルド1世が即位してフランス王朝が始まった。国王は概してフランスに住み、実質的にはナバラ総督がナバラ王国を統治した。テオバルド1世はフランス貴族を要職に付け、ナバラ貴族の特権を侵害したため、歴代の総督はナバラ人に快く思われなかった。そのためフランスから召喚を受けた際には代表者を送ることを拒んだり、王権を主張する国王候補をコルテス(身分制議会)が拒んだこともあった。ナバラ王国のフエロは女性の王位継承に寛容だったが、女子継承に否定的なフランスの伝統法はナバラ王国にも適用された。ナバラ地方のトゥデラにはレコンキスタ後もムデハル（再征服地域のイスラーム教徒）やユダヤ人が残り、トゥデラ出身のベンヤミンは初めて東方を旅行したヨーロッパ人として『オリエント旅行記』を書き残している。

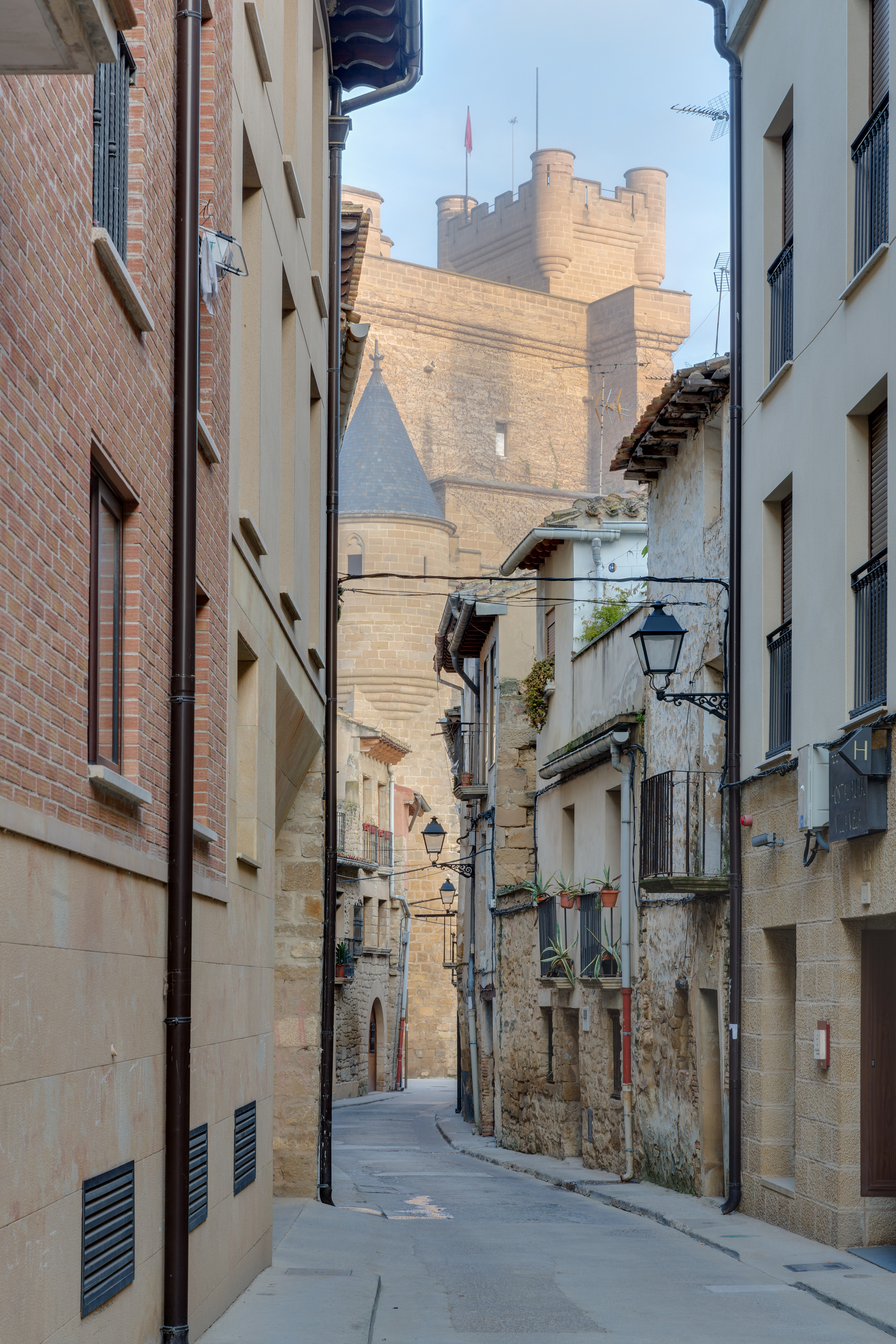
現在のオリテ市街地と王宮（奥）

1305年にはフランス王がナバラ王を兼ねたカペー朝が始まったが、やはりフランス貴族が要職を独占したため、1328年にナバラのコルテス（身分制議会）はフアナ2世をナバラ王に選出した。フアナ2世の治世の1328年には、王国内でも生産的で開明的だったユダヤ人を迫害し、6,000人を死に追いやった。1348年から1349年には黒死病がナバラ王国にも蔓延し、人口の60%を失った。これらのことが重なり、14世紀半ば以降のナバラ王国は国力が弱体化し、独立の喪失に向かい始めた。フアナ2世を継いだカルロス2世の治世にはカスティーリャ軍やフランス軍のナバラ王国への侵攻を受けた。1379年にはトゥデラ城やエステーリャ城を含む20の砦をカスティーリャ王国に占領され、カルロス2世はフランスにあるほぼすべての領地を喪失した。
1418年にはカルロス3世がオリテにオリテ王宮を完成させたが、彼が1425年に亡くなった後の王国はもっとも混乱した時代を迎えた。1441年に女王のブランカ1世が死去すると、共同君主だった夫のフアン2世は長男カルロスに王位を譲らず、1451年にはナバラ王国の貴族間でナバラ内戦が発生した。1479年に、近隣のアラゴン王国とカスティーリャ王国が統合されてスペイン王国になると、イスラーム勢力下にある地域とナバラ王国を除きイベリア半島をほぼ領有していたので、1492年にグラナダを攻略した後には、ナバラ王国の獲得に関心を集中させた。

### スペイン王国の中の王国

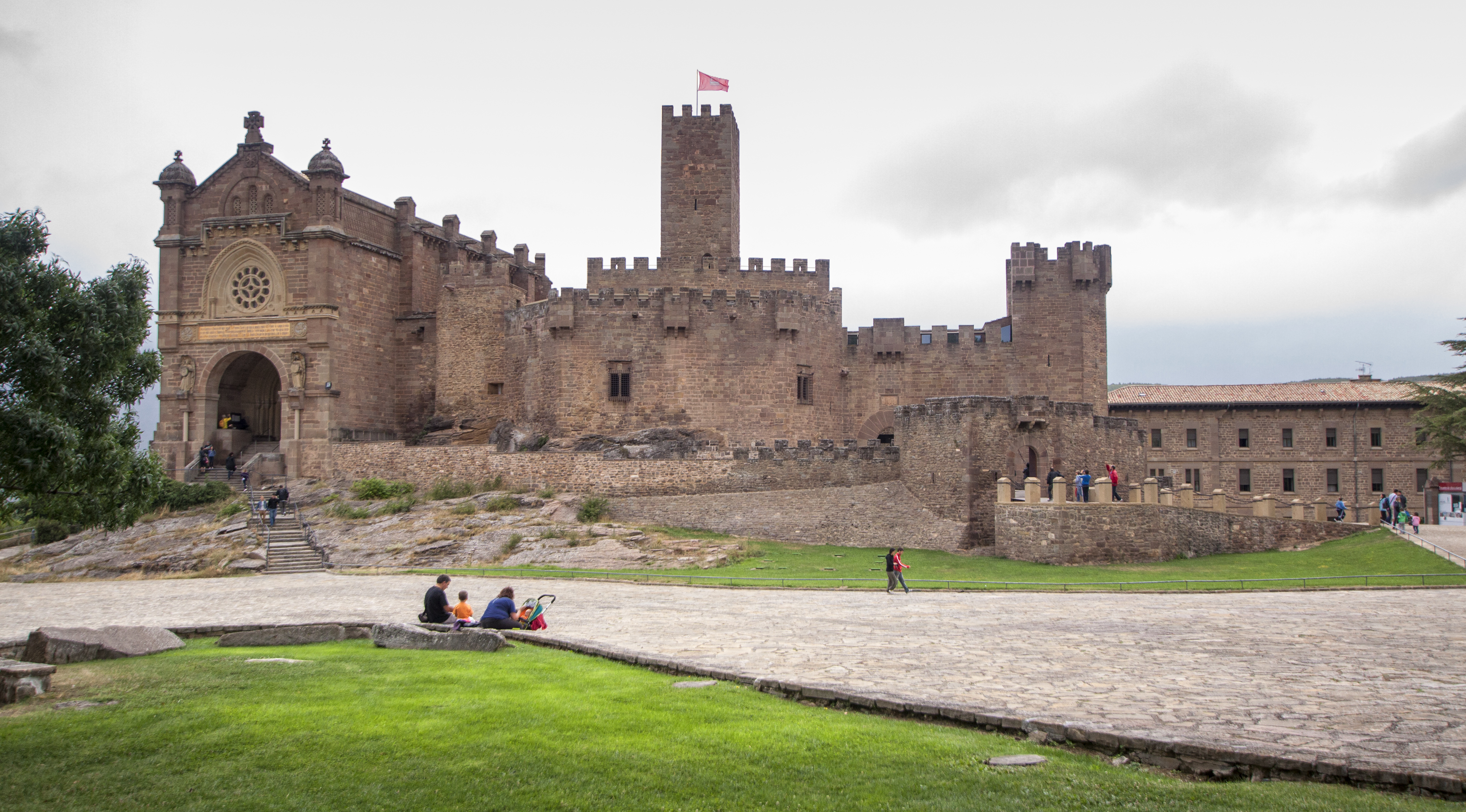
フランシスコ・ザビエルが育ったハビエル城

1512年にはカスティーリャ摂政フェルナンド5世がナバラ王国に侵攻して併合し、ナバラ王国はカスティーリャ王国の副王領となったが、立法・行政・司法の各機構はナバラ王国に残された。ナバラ人はフランス王朝の終焉をそれほど残念には思わず、カスティーリャ王国内での自治権の保持に力を注いだ。1530年時点で、現在のナバラ州に相当する地域はスペイン全体の2.5%の人口を有していたが、スペイン王国に統合された影響もあり、1591年には1.9%にまで減少している。
ナバラ王位にあったカタリナとフアン3世はピレネー山脈北部に逃れ、1555年までに、アルブレ家の女王ジャンヌ・ダルブレが率いるナヴァール王国（ナヴァール＝ベアルン王国）が確立された。ピレネー山脈の南側では、1610年にアンリ4世がスペイン側のナバラ王国に進軍の準備を行うまで、副王領としての王国は不安定なバランスの上にあった。ナヴァール王エンリケ3世が1589年にフランス王アンリ4世として即位すると、歴代のフランス王はナヴァール王を兼ねた。フランス側のナヴァール王国は1620年にフランス王国の一部となったが、1789年まで独自の制度と権限を有していた。
17世紀のナバラでは農業がほぼ唯一の経済であり、穀物やブドウの生産、家畜の飼育などが行われ、小麦・羊毛・ワインなど小規模の輸出貿易をおこなった。スペイン海軍の船にはナバラ産の材木が使用され、隣接するギプスコアに鉄鉱石を運んだ。17世紀におけるナバラとバスク全体の人口は約35万人だった。この世紀には黒死病の再流行によってスペイン全体の人口が850万人から700万人に減少しており、ナバラやバスクは黒死病による死者は少なかったが、社会的流出が多かったために人口は増加しなかった。
1659年にはピレネー条約でスペイン・フランスの国境が確定し、北ナバラと南ナバラの分断によって長年燻っていたナバラ問題は立ち消えた。スペイン内でフエロを持つ他地域、アラゴン、カタルーニャ、バスクと比べても、ナバラは高い水準の自治権を有しており、ナバラのみは例外的に司法権の維持を許された。

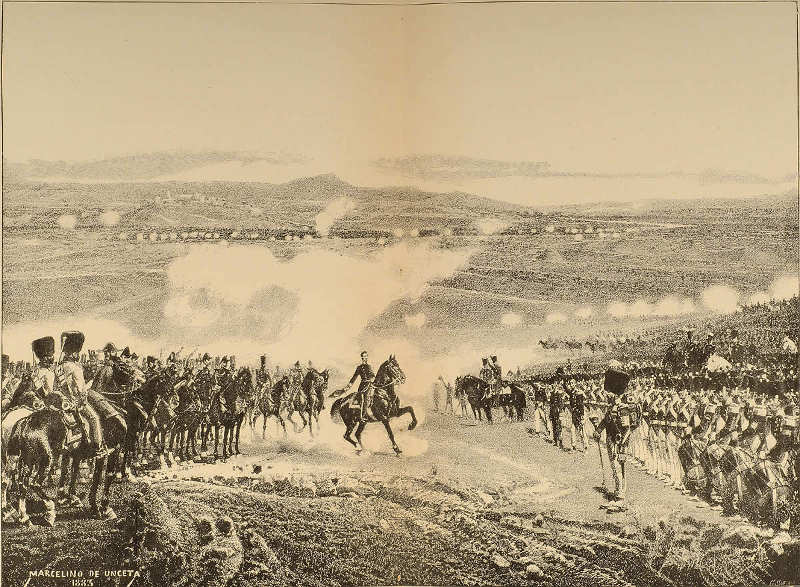
第一次カルリスタ戦争中のメンディゴリアの戦い

18世紀初頭でもナバラは、なお「王国」と呼ばれていた。1722年にスペイン・フランス間の税関がエブロ川に移されたおかげでフランスとの貿易が盛んとなり、18世紀のナバラでは商業が発達した。農民はスペインの他地方よりも豊かな暮らしをし、人口の5-10%を占める貴族の割合はスペインでもっとも高かった。18世紀半ばには道路網の整備が着手され、現在のパンプローナ市庁舎を含む壮大なバロック様式の建物が至るところに建てられた。18世紀末時点で、スペイン王国内で独自の司法機関、副王、議員団、会計院を持っていた地域はナバラのみだった。
フランスとスペインを含む連合軍の間でスペイン独立戦争が起こった19世紀初頭、フランスの憲法起草者はナバラ、スペイン・バスク、フランス領バスクを統合して新フェニキアという名称のバスク統一国を作ることを計画した。ナポレオン自身は、エブロ川以北をスペインと分断させてフランスに編入させることを計画した。1813年のスペイン独立戦争後のスペインでは自由主義的な思想が目立つようになり、中央集権体制の支持者が増加した。19世紀のスペインでは王位継承権をめぐる内乱（カルリスタ戦争）が三度に渡って起こっており、この内乱はブルジョアなどの自由主義勢力と教会や貴族などの絶対主義勢力（カルリスタ）間の代理戦争の意味合いを呈していた。マドリードの中央政府は自由主義的な政策を打ち出していたため、伝統的な諸特権を享受したいバスク地方やナバラ地方にはドン・カルロスの支持者（カルリスタ）が多かったが、第一次カルリスタ戦争(1833-1839)はベルガラ協定でカルリスタ側の敗北が決定した。この敗北でカルリスタは強大な軍事力は失ったものの政治的重要性は保ち、後のバスク地方やカタルーニャ地方で起こる民族主義運動につなげた。同時期にスペイン政府は行政改革の一環として県の設置を進めており、ナバラ王国に相当する領域にはナバラ県が設置されている。

### ナバラ王国の廃止

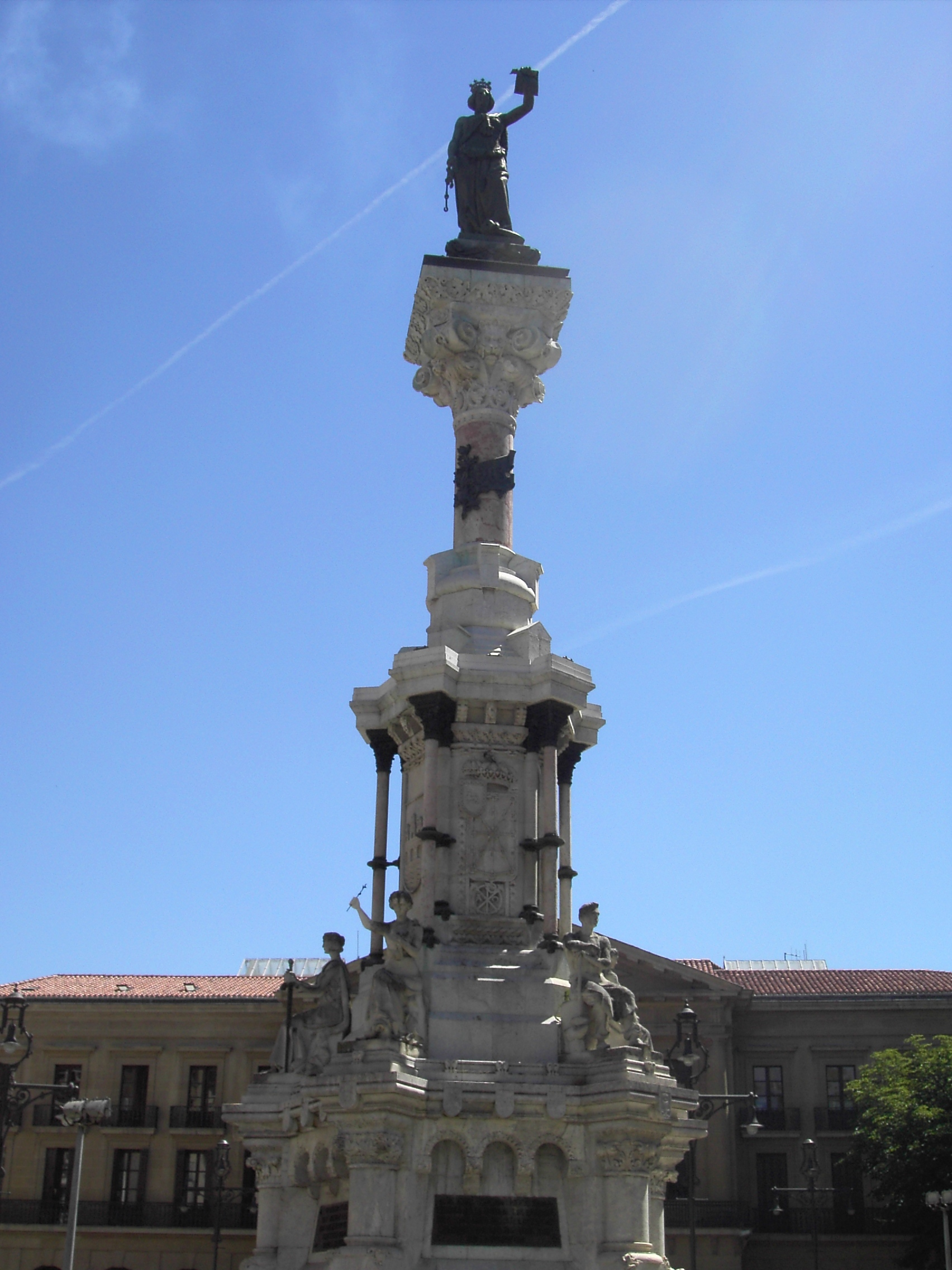
ガマサダ後にパンプローナに建てられたフエロの記念碑

1833年スペイン地方行政区分再編ではスペイン全土に49県が設置され、ナバラ地域にはナバラ県のみが設置された。1841年にはナバラ特権政府の代表が妥協法に署名し、旧来のフエロが廃止されてスペイン憲法の枠組みによるフエロの再編が行われた。関税境界がバスクとスペインの境界（エブロ川）からスペイン・フランス国境（ピレネー山脈）に移動すると、ピレネー山脈を挟んだナバラの貿易の慣習が崩壊し、税関を経由しない密輸が勃興した。ビスカヤ県やギプスコア県とは異なり、ナバラ県ではこの時期に製造業が発展せず、基本的には農村経済が残っていた。1872年から1876年の第三次カルリスタ戦争中では再びカルリスタ勢力が敗北。1876年7月21日法はスペイン国家に対する兵役や納税などを規定しており、事実上フエロが撤廃された法律と解釈されている。1877年には一般評議会と特権議会が廃止され、バスク地方全域のスペインへの統合が完了した。
1893年から1894年にはパンプローナ中心部でガマサダと呼ばれる民衆蜂起が起こり、1841年の特権規定や1876年の財政保証廃止などのマドリード政府の決定に抵抗した。アルフォンシノスと呼ばれる小規模な派閥を除き、ナバラのすべての政党は、ラウラク・バット（4つは1つ、スペイン・バスクの4県の統合を目指す考え方）を合言葉とする地方自治に基づいた新たな政治的枠組みの必要性について合意した。 
絶対主義勢力がカルリスタ戦争に敗北すると、バスク地方の他地域ではバスク民族主義が台頭したが、ナバラでは状況が異なった。ナバラでは敗戦後もカルリスタの影響力が大きく、フエロの存続を大義として保ち、1936年までは一定の政治力を発揮している。
第二共和政下（1931年-1936年）の1931年には地域自治を認める共和政憲法が議会で承認されたため、バスク地方では1932年にはバスク自治憲章案が各自治体代表者の投票にかけられたが、ナバラでの支持率はスペイン・バスク4地域でもっとも低く50%以下であり、1933年にはナバラを分離した自治憲章草案が共和国議会にかけられた。1933年10月には数千人の労働者が裕福な地主の土地を占領し、地主は労働者に怨恨の念を抱いた。
1936年7月にスペイン内戦が勃発すると、北部方面司令官だったエミリオ・モラ将軍の下でナバラ県は即座に反乱軍の支配下に置かれた。その初期にはナショナリスト派の強硬派によってテロ活動が相次ぎ、共産主義者などがテロの対象となった。第二共和政期には反教権主義が広まったが、フランコは共和国政府とは対照的にカトリック教会を擁護したため、カトリック教会はフランコ率いるナショナリスト派を「十字軍」とさえ呼んだ。特にナバラ南部のエブロ河岸に沿った地域で大規模な粛清が行われ、聖職者らは自発的に謀略に加担した。少なくとも2,857人が殺害され、さらに305人が虐待や栄養失調などの理由により刑務所で死亡した。死者は集団墓地に埋められるか、ウルバサ山などの中央丘陵地にある峡谷に廃棄された。バスク民族主義者はより劣った地に追い払われ、エステーリャ市長でありCAオサスナの共同創設者だったフォルトゥナト・アギーレは1936年9月に死刑に処された。パンプローナは1937年4月以降の北方作戦時に、反乱軍の作戦開始地点となった。

### 現代

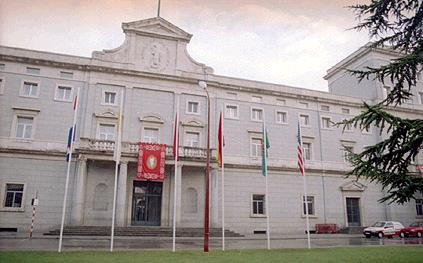
オプス・デイが設立した私立のナバラ大学

スペイン内戦後の1939年にはフランコ独裁政権が成立し、アラバやナバラは内戦時の支援の報酬として、フエロを想起させる特権の数々の維持が認められた。内戦後には物資の欠乏、飢饉、密輸などが深刻化し、経済は小麦、ブドウ、オリーブ、大麦などの農業に依存し、人的移動は負の方向に傾いた。戦争の勝利者はカルリスタとファランヒスタ（ファランヘ党支持者）というふたつの主要な派閥に集まった。カトリック教会に関連する組織であるオプス・デイは、1952年にパンプローナにナバラ大学を設立した。今日のナバラ大学はもはやオプス・デイの所有物ではないが、世界規模で活動するオプス・デイにとって最大の「お抱え」大学である。
1950年頃にはギプスコア県やビスカヤ県のように工業誘致を行い、化学工業、製紙業、製鉄業、鉄鋼業などの企業がナバラ県に進出した。ナバラ県第一の産業は農業から工業に入れ替わり、1950年からの20年間で、農業従事者割合は55%から26%に低下した。特にパンプローナの人口・企業増加が大きく、1978年にはナバラ県全体の45%の人口と60%の企業を集めていた。フランコ政権末期の民主化準備段階において、ナバラ県ではバスク祖国と自由(ETA)、警察、県が後援する民兵組織による暴力活動が行われ、その風潮は1980年代以降まで続いた。
1975年にはフランシスコ・フランコが死去し、カルロス・アリアス・ナバーロ政権がスペインの民主化を推し進めた。ビスカヤ県、ギプスコア県、アラバ県のバスク3県は1979年にバスク自治憲章を成立させてバスク自治州を発足させたが、ナバラ県では民主中道連合(UCD)とナバラ住民連合(UPN)がナバラ県のバスク州への統合に反対した。1982年にはナバラ県単独でナバラ州に昇格し、ナバラ州とバスク州の分断が決定的となった。1987年には公共高等教育の機会を与えることを目的としてナバラ州立大学が創設された。

## 政治

ナバラ州議会の議席分布(2015-2019)
GBai中心の与党
UPN中心の野党

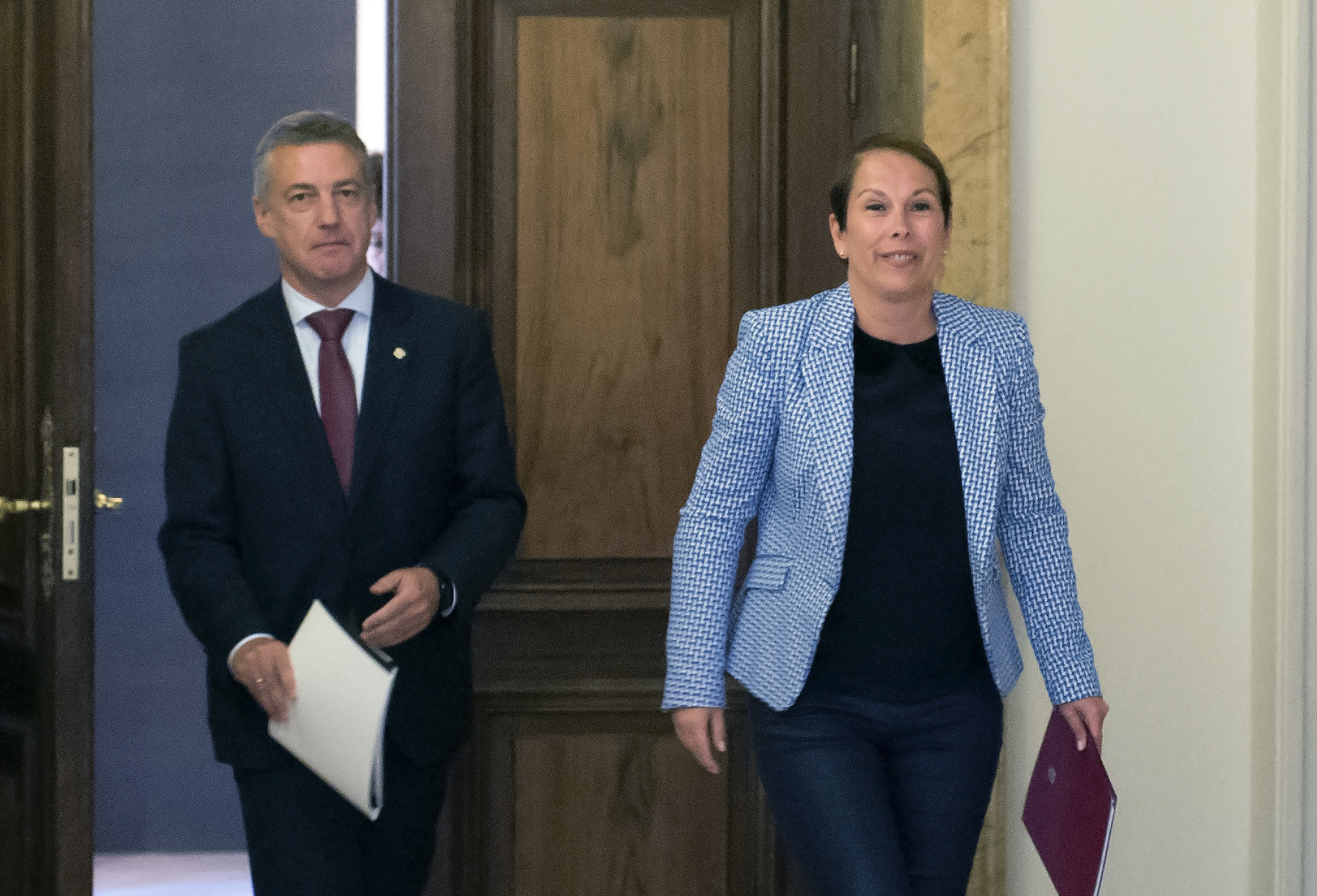
いずれもバスク民族主義を志向するナバラ州のバルコス首相（右）とバスク州のウルクリュ首相（左）

フランコ独裁政権の終焉後、1982年にナバラ県が一県でナバラ州に昇格した。17自治州中16自治州はスペイン1978年憲法第143条または第151条を根拠として自治州を設置しているが、ナバラ州のみは付則1を根拠としており、「ナバラのフエロス体制の回復と調整に関する法」によって自治州に昇格した。他の16自治州のように自治憲章を制定したわけではなく、中世からのフエロを復活させるという形式を取っている。17自治州のうち15自治州では中央政府が徴税した税金の一部を各自治州に分配しているが、ナバラ州とバスク州は各県に徴税権があり、その一部が国庫に納められるという、強力な財政上の自治権を有している。
他の自治州同様に、ナバラ州議会は4年ごとに州議員選挙を行っており、議会の多数派がナバラ州政府を担当する州首相を決定する。1979年には、国民同盟（AP、国民党の前身）と提携する地方政党であるナバラ住民連合(UPN)のハイメ・イグナシオ・デル・ブルゴが初の首相に選出されたが、70議席中9議席を獲得したバスク民族主義左派政党も一定の強さを示した。1980年には民主中道連合（UCD、後に解散）から、1984年にはスペイン社会労働党(PSOE)のナバラ支部であるナバラ社会党(PSN)から州首相が選出された。ナバラ社会党は7年間にわたって州首相の座を維持し、1991年からの4年間はナバラ住民連合が、1995年からの2年間はナバラ社会党が州首相の座を担ったが、1996年にはナバラ住民連合が州首相の座を奪い返し、ミゲル・サンスが15年間に渡って州首相を務めた。2011年にはサンスに代わってナバラ住民連合のジョランダ・バルシーナが女性として初めて州首相に就任した。
右派のナバラ住民連合と左派のナバラ社会党に加え、バスク民族主義を標榜する政党も一定の支持基盤を持つ。これらの政党はナバラ州とバスク州の合併を指針に挙げているが、ナバラ住民連合はこの動きに強固に反対している。2002年以後にはバスク民族主義急進左派が非合法化されたため、バスク民族主義政党はいったん議席数を減らしたものの、超党派のナファロア・バイによって2007年選挙で第2勢力となり、2011年選挙ではバスク民族主義勢力が過去最大の得票率29%と15議席を得た。2015年にはバスク民族主義党を中心とするゲロア・バイのウシュエ・バルコスが首相に就任し、1979年以降で初めてバスク民族主義を掲げる政権が誕生した。ナバラ住民連合は4議席減の15議席に終わり、ナバラ国民党も議席数を半減させた。2019年にはナバラ社会党のマリア・チビテが首相に就任し、3代連続で女性が首相を務めることとなった。
| ナバラ州首相 | ナバラ州首相 | ナバラ州首相                         | ナバラ州首相              | ナバラ州首相         |
| #            | 期間         | 名前                                 | 出身政党                  | 備考                 |
| ------------ | ------------ | ------------------------------------ | ------------------------- | -------------------- |
| 第1代        | 1979-1980    | ハイメ・イグナシオ・デル・ブルゴ     | ナバラ住民連合(UPN-AP)    | ナバラ県首相         |
| 第2代        | 1980-1984    | フアン・マヌエル・アルサ・ムニュスリ | 民主中道連合(UCD)         | 任期中にナバラ州成立 |
| 第3代        | 1984         | ハイメ・イグナシオ・デル・ブルゴ     | ナバラ住民連合(UPN-AP)    |                      |
| 第4代        | 1984-1991    | ガブリエル・ウライブル               | ナバラ社会党(PSN-PSOE)    |                      |
| 第5代        | 1991-1995    | フアン・クルス・アリ                 | ナバラ住民連合(UPN-PP)    |                      |
| 第6代        | 1995-1996    | ハビエル・オターノ                   | ナバラ社会党(PSN-PSOE)    |                      |
| 第7代        | 1996         | フアン・クルス・アリ                 | ナバラ民主主義者統一(CDN) |                      |
| 第8代        | 1996-2011    | ミゲル・サンス                       | ナバラ住民連合(UPN-PP)    |                      |
| 第9代        | 2011-2015    | ジョランダ・バルシーナ               | ナバラ住民連合(UPN)       | 初の女性首相         |
| 第10代       | 2015-2019    | ウシュエ・バルコス                   | ゲロア・バイ(GBai)        | 女性首相             |
| 第11代       | 2019-        | マリア・チビテ                       | ナバラ社会党(PSN-PSOE)    | 女性首相             |

| ナバラ州議会議長 | ナバラ州議会議長 | ナバラ州議会議長               | ナバラ州議会議長       | ナバラ州議会議長 |
| #                | 期間             | 名前                           | 出身政党               | 備考             |
| ---------------- | ---------------- | ------------------------------ | ---------------------- | ---------------- |
|                  | 1979-1983        | ビクトル・マヌエル・アルベロア | ナバラ社会党(PSN-PSOE) | ナバラ州成立以前 |
| 第1代            | 1983-1987        | バルビーノ・バドス             | ナバラ住民連合(UPN-AP) |                  |
| 第2代            | 1987-1991        | イグナシオ・ハビエル・ゴマラ   | ナバラ住民連合(UPN-PP) |                  |
| 第3代            | 1991-1995        | ハビエル・オターノ             | ナバラ社会党(PSN-PSOE) |                  |
| 第4代            | 1995-1999        | マリア・ドローレス・エグレン   | ナバラ社会党(PSN-PSOE) | 女性議長         |
| 第5代            | 1999-2003        | ホセ・ルイス・カステホン       | ナバラ社会党(PSN-PSOE) |                  |
| 第6代            | 2003-2007        | ラファエル・グレア             | ナバラ住民連合(UPN-PP) |                  |
| 第7代            | 2007-2011        | エレーナ・トーレス             | ナバラ社会党(PSN-PSOE) | 女性議長         |
| 第8代            | 2011-2015        | アルベルト・カタラン           | ナバラ住民連合(UPN)    |                  |
| 第9代            | 2015-2019        | アイノア・アスナレス           | ポデーモス(P)          | 女性議長         |
| 第10代           | 2019-            | ウナイ・ウアルデ               | ゲロア・バイ(GBai)     |                  |

## 経済

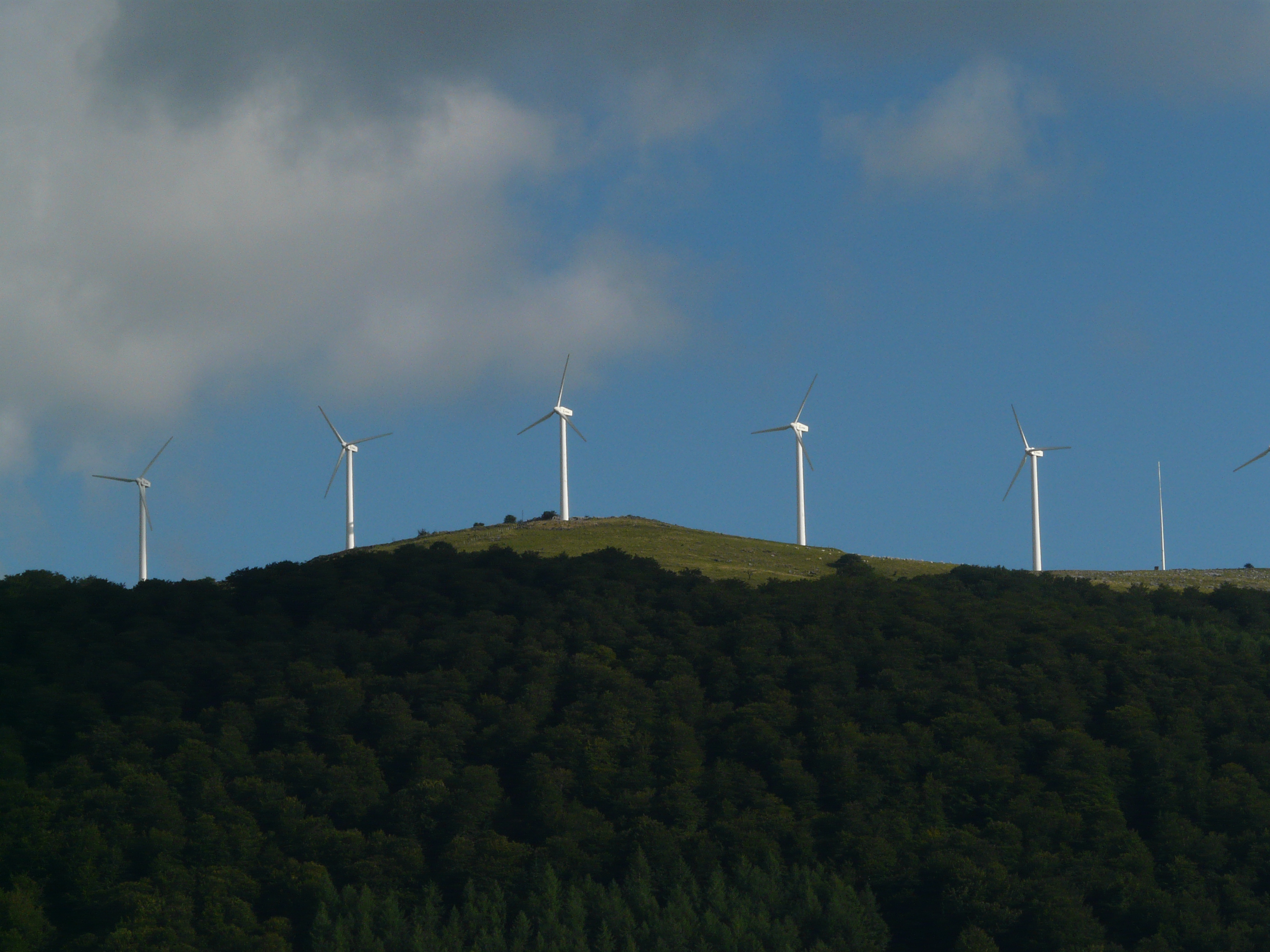
レイツァ近郊にあるレイツァ＝ベルエテ風力発電所

### 産業
1960年代までナバラ県の経済は第一次産業が中心だった。山岳部では牧畜が行われてトウモロコシやテンサイなどが栽培され、中央部の盆地にはヒマワリやアブラナなどの加工用プランテーションが広がり、エブロ川流域にはオリーブやブドウの畑が広がっている。1960年代には工業化が始まり、当初は繊維業や皮革業などが中心だったが、1973年には金属工業が第二次産業分野の首位となった。金属工業からはフォルクスワーゲンの工場と部品工場を中心とする自動車産業が派生し、1980年代後半には自動車産業が優勢となった。1994年の失業率は10.0%（スペイン平均は20.8%）であり、17自治州でもっとも低かった。
2000年代には第二次産業の中で自動車産業と機械鉱業が抜きんでており、主要都市の工業団地にその他の産業の工場が存在する。ペラルタ/アスコイエン(英語版)は金属工業、エステーリャはグラフィックアート、アリョ(英語版)やレイツァ(英語版)やサングエサは製紙業、レサカやベラデビダソア(英語版)は冶金工業、オラスティ/オラサグティア(英語版)はセメント、カスカンテ(英語版)は繊維業といった具合に、第二次産業は州各地に散らばっている。また、2000年代には風力発電、光電池、太陽光発電などのエネルギー産業が著しく発展し、再生可能エネルギーは州内の電気エネルギー消費の60%を賄っている。スペイン銀行によれば2012年第一四半期の失業率は16.3%であり、スペインの17自治州中16位の低さだった（スペイン平均は24.4%）。

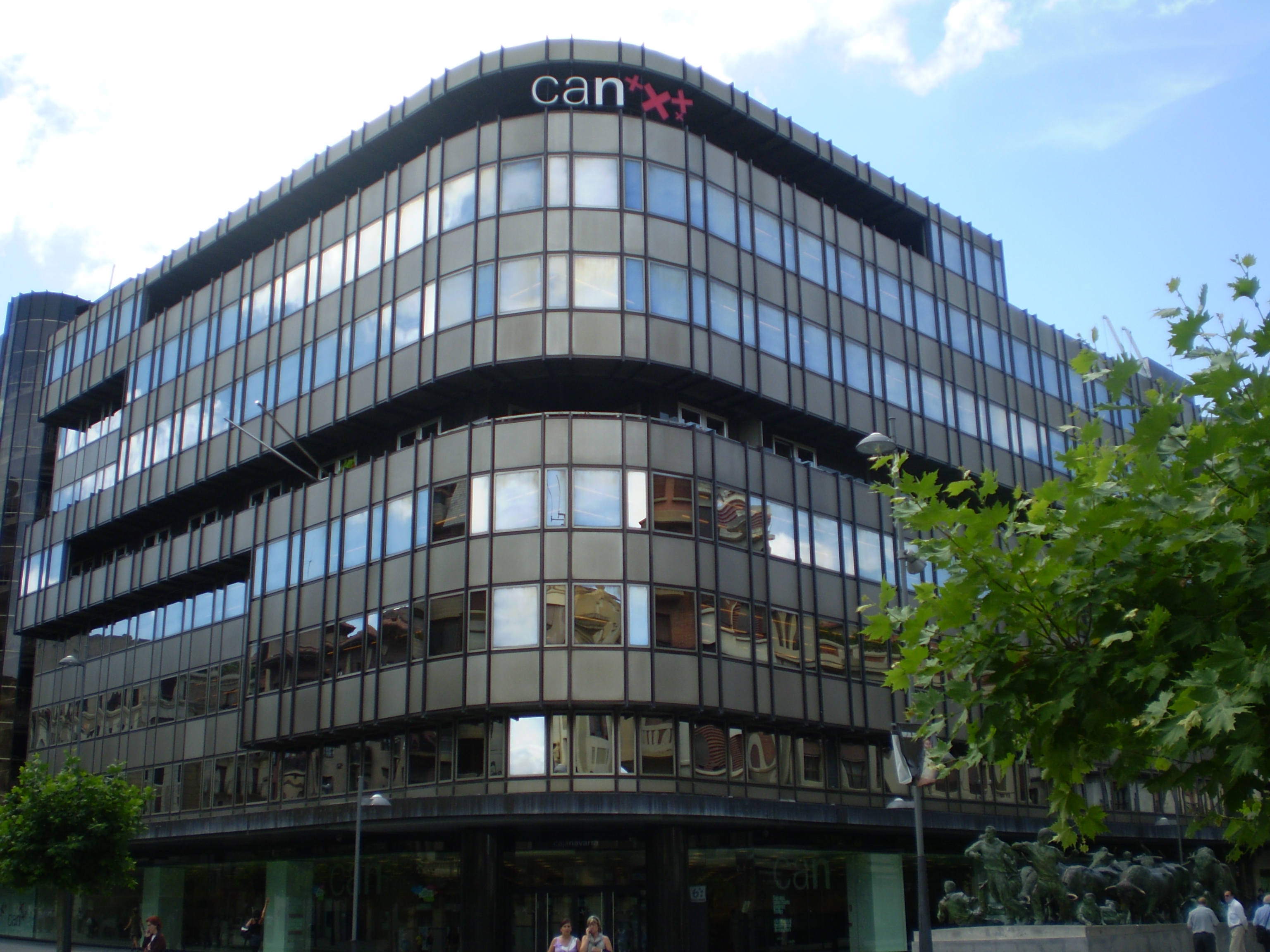
ナバラ銀行

ナバラ貯蓄銀行とパンプローナ貯蓄銀行が合併して誕生したナバラ銀行はスペイン有数の金融機関だったが、2012年にはナバラ州政府の高官に対して不自然な支出を行っていたこと(英語版)が明るみとなり、貯蓄銀行としての営業は2013年に停止した。

### 域内総生産
1960年代から1980年代のナバラ県は1人あたり域内総生産(GRP)で常にスペイン平均を上回っており、スペイン平均を100とした場合の1962年の指数は114.8（17地域中5位）、1975年の指数は113.5（17地域中5位）、1987年の指数は116.9（17自治州中4位）、1994年の指数は118（17自治州中4位）だった。1994年の域内総生産の内訳は農業が5.6%、工業が34.5%、建設業が7.2%、サービス業が52.7%であり、工業比率は17自治州中1位、サービス業比率は17自治州中17位だった。1994年時点でナバラ州は豊かな農業と新興工業を有しており、EU平均の国内総生産を100とすると96だった。
2010年のナバラ州の域内総生産は246億GKドルであり、スペインの全17自治州中14位にすぎないが、1人あたり域内総生産は38,736GKドル/人であり、バスク州に次いでスペイン第2位である（スペイン平均は29,810GKドル）。2012年の1人当たり域内総生産は29,071ユーロ/人であり、バスク州とマドリード州に次いでスペイン第3位だった（スペイン平均は22,772ユーロ）。2008年から2011年の域内総生産成長率はスペインの全17州でマイナスを記録したが、ナバラ州の成長率はマイナス0.33%であり、カスティーリャ・イ・レオン州に次いで2位だった（スペイン平均はマイナス1.05%）。2015年時点のナバラ州の1人あたり地域総生産はEU平均より約5%高い位置にある。

## 社会

### 言語

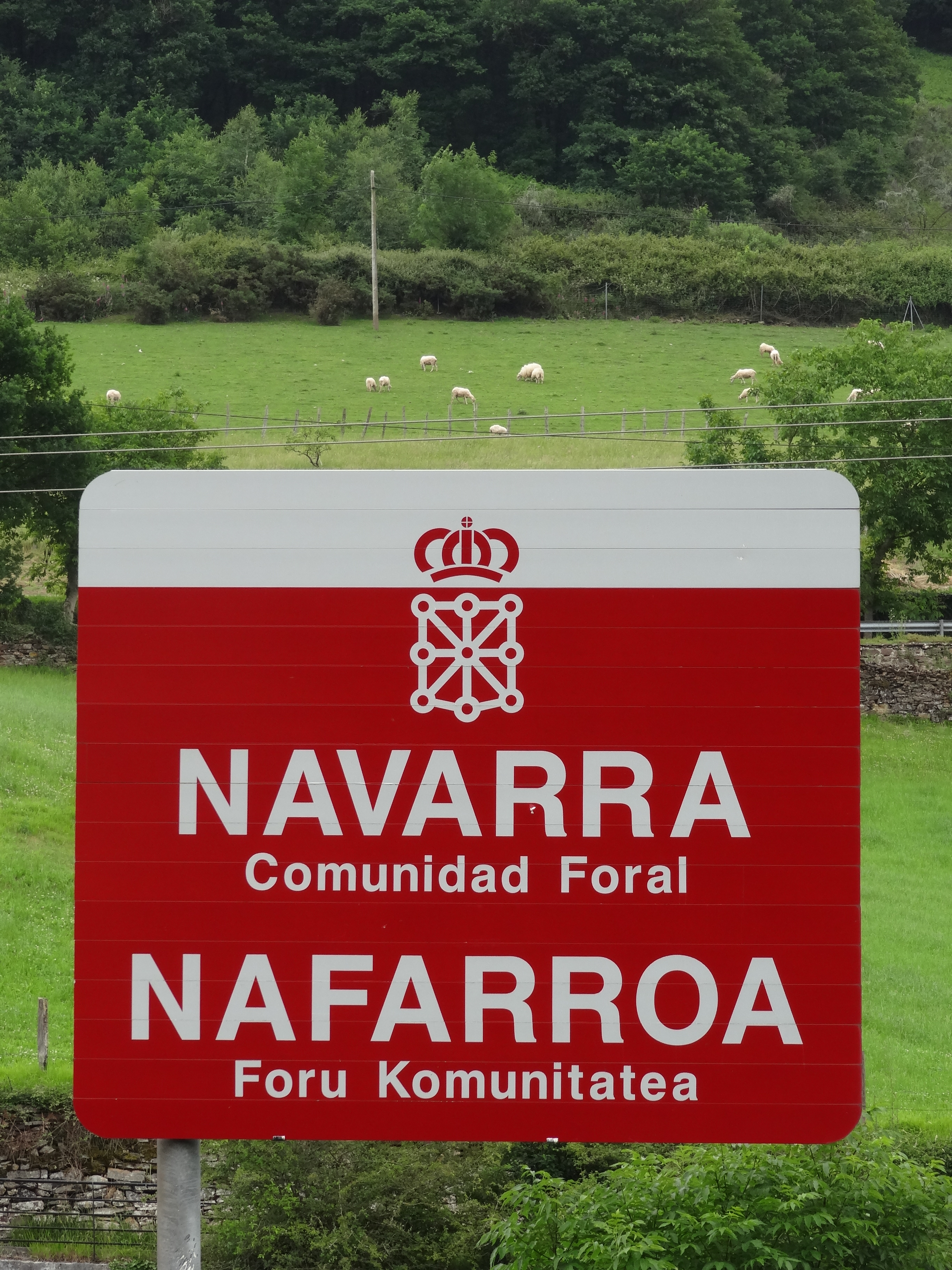
2言語で州名を記した立看板（上:スペイン語、下:バスク語）

地域別のバスク語話者比率
高密度 低密度

スペイン語はナバラ州を含むスペイン全土の公用語であるが、ナバラ州のバスク語が話される地域ではバスク語も公用語の地位を得ている。1986年には、ナバラ州を言語によって3領域に分割する法律が制定された。バスク語が普及している「バスク語圏」では、スペイン語に加えてバスク語も公用語とされている。「混合圏」と「非バスク語圏」（スペイン語圏）では段階的にバスク語の公的認知が弱められており、「混合圏」でもバスク語は公用語の地位を得ているものの、「非バスク語圏」では公用語とされていない。北部の山岳地帯はバスク語話者率が高く、南部の平地は早い時期からの異民族の侵入によってバスク語話者率が低い。ナバラ州におけるバスク語話者人口の約半数がパンプローナに集中しているが、これはパンプローナの絶対的な人口の多さによるものであり、パンプローナのバスク語話者率は約20%にすぎない。
2006年の調査では、州民の11.1%がバスク語話者、7.6%が能動的でないバスク語話者、81.3%がスペイン語の単一話者だった。バスク語話者が9.5%だった1991年の調査に比べて、バスク語話者の割合は増加している。年齢別のバスク語話者割合は均質ではなく、35歳以上で低いのに対して、16-24歳では20%以上を記録している。2011年の国勢調査によれば、バスク語話者は11.7%（63,000人）と微増した。バスク地方では民主化以後に自治体の公式名をスペイン語名からバスク語名に改名する動きがみられ、ナバラ州では272自治体中110自治体が自治体名の変更を行っている。

### 教育

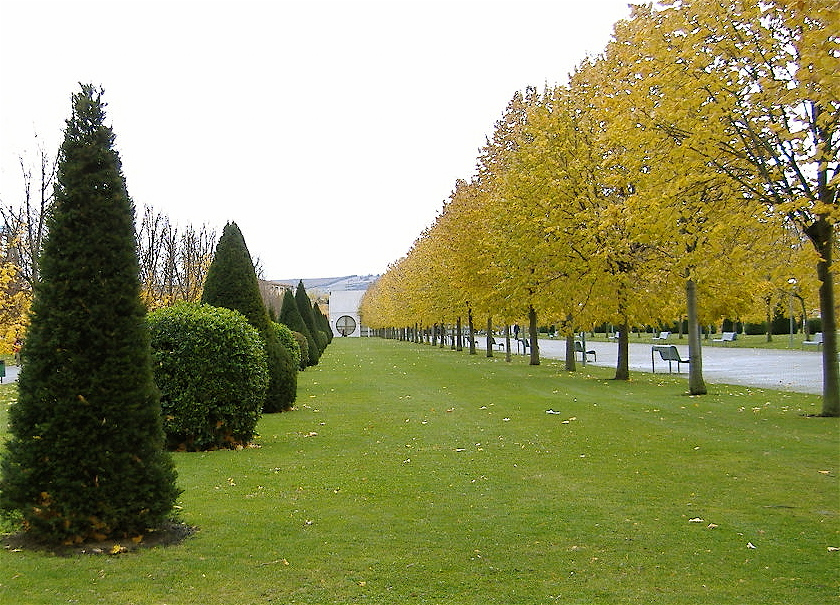
1987年創設のナバラ州立大学

1952年にはカトリック教会に属するオプス・デイが、パンプローナにナバラ大学を創設した。ナバラ大学はパンプローナとギプスコア県サン・セバスティアンの2か所にキャンパスを有しており、経済学・経営学部はエコノミスト誌やフィナンシャル・タイムズ紙によって世界トップクラスの評価を受けている。医学部は前衛的な研究を行っており、2004年には腫瘍学・病理生理学・神経科学・生物医学の4ジャンルを合わせもつ応用医学研究センターが開設された。ナバラ大学では人文科学や社会科学の研究も盛んである。
1987年にはナバラ州初の公立大学として、既存の高等教育機関を統合してナバラ州立大学が創設された。ナバラ州立大学は革新的な学科構造を取り入れており、大学研究を企業発展につなげることを目標としている。パンプローナとトゥデラにはスペイン国立通信教育大学(UNED)のセンターが存在する。
ナバラ州では16歳未満の全児童生徒の就学が実現しており、教育施設は公立学校か私立学校を選択できる。特にバスク語が公用語である地域ではバスク語教育の導入が進められており、公立学校・私立学校のそれぞれでバスク語を学んだり研究したりすることができる。高等音楽教育を行う学校としてパブロ・サラサーテ音楽学校があり、7校の市立音楽学校とその他の私立音楽学校の頂点に位置する。高等教育機関の他には、ナバラ・レーザーセンター、ブドウ酒醸造学研究所、穀物・牛技術研究所などの研究機関が存在する。

### 交通

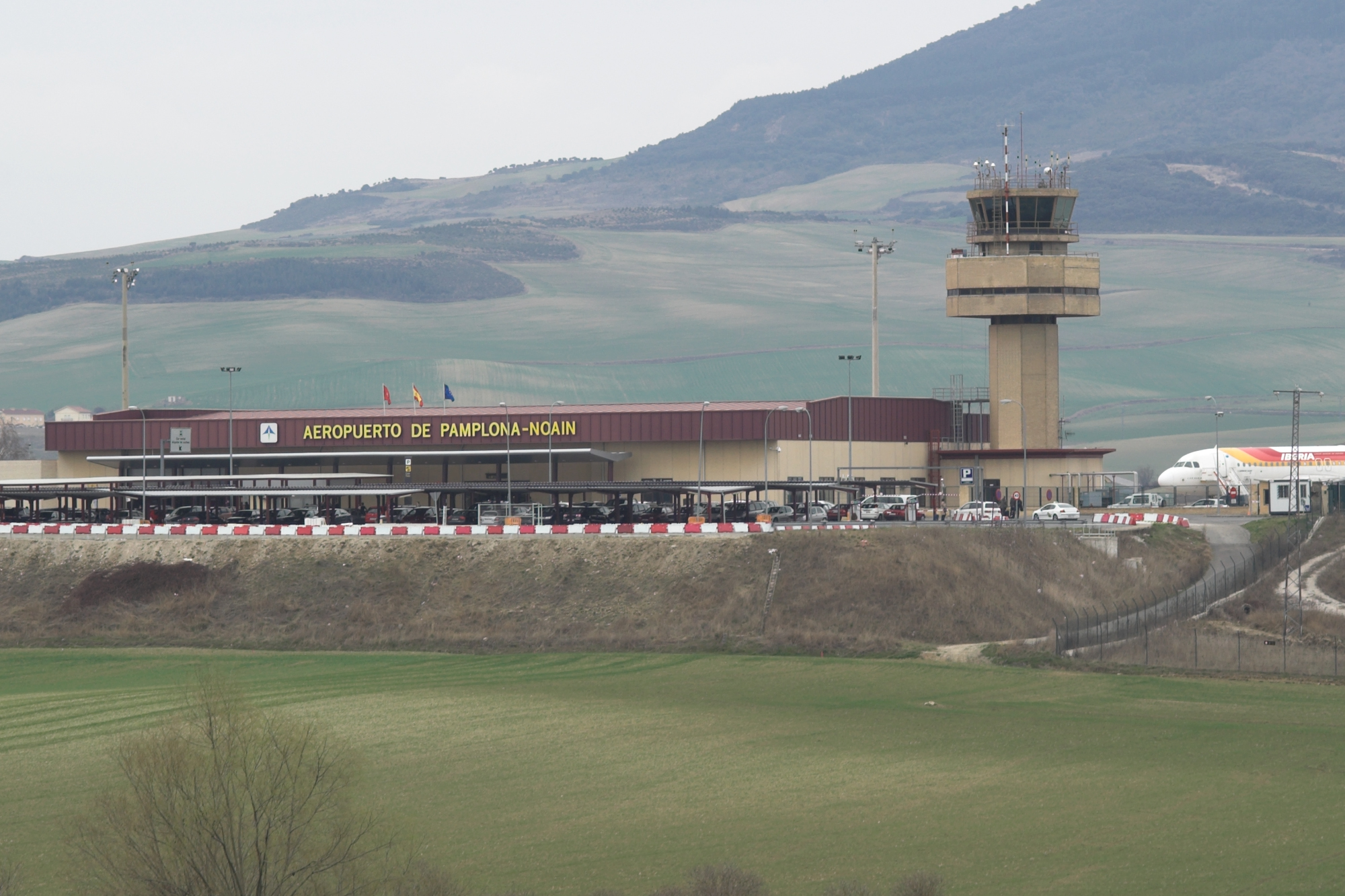
パンプローナ空港

ナバラ州内には2005年時点で3,636kmの道路があり、うち209kmが有料または無料の高速道路、540kmが一般道路、457kmが州道、2,427kmが地方道である。パンプローナを中心として、主要な道路はウエスカ、サラゴサ、ログローニョ、ビトリア＝ガステイス、サン・セバスティアン、イルンに通じている。トゥデラ＝パンプローナ＝アルツァス/アルサスアを結ぶ軸、トゥデラ＝ログローニョを結ぶ軸、パンプローナ＝エステーリャ＝ログローニョを結ぶ軸の3本の軸が道路交通の中心である。環状道路がパンプローナ都市圏を取り巻いており、都市圏の交通渋滞を緩和している。
サラゴサとビトリア＝ガステイスを結ぶ路線が州唯一の鉄道路線である。南部のトゥデラからタファリャを通ってパンプローナまで北に向かい、パンプローナで西に向きを変えて西部のアルツァス/アルサスアに至る。主要都市の中ではエステーリャを通る鉄道路線は存在しない。トゥデラ近郊ではサラゴサ方面行きとログローニョ方面行きの路線が、アルツァス/アルサスアではビトリア＝ガステイス方面行きとサン・セバスティアン方面行きの路線が分岐している。パンプローナから南6kmにはパンプローナ空港があり、マドリード＝バラハス空港やバルセロナ＝エル・プラット空港などに向けて定期便が運行されている。2010年には滑走路が延長されて2,405mとなり、また新ターミナルが建設された。

## 文化

### 料理

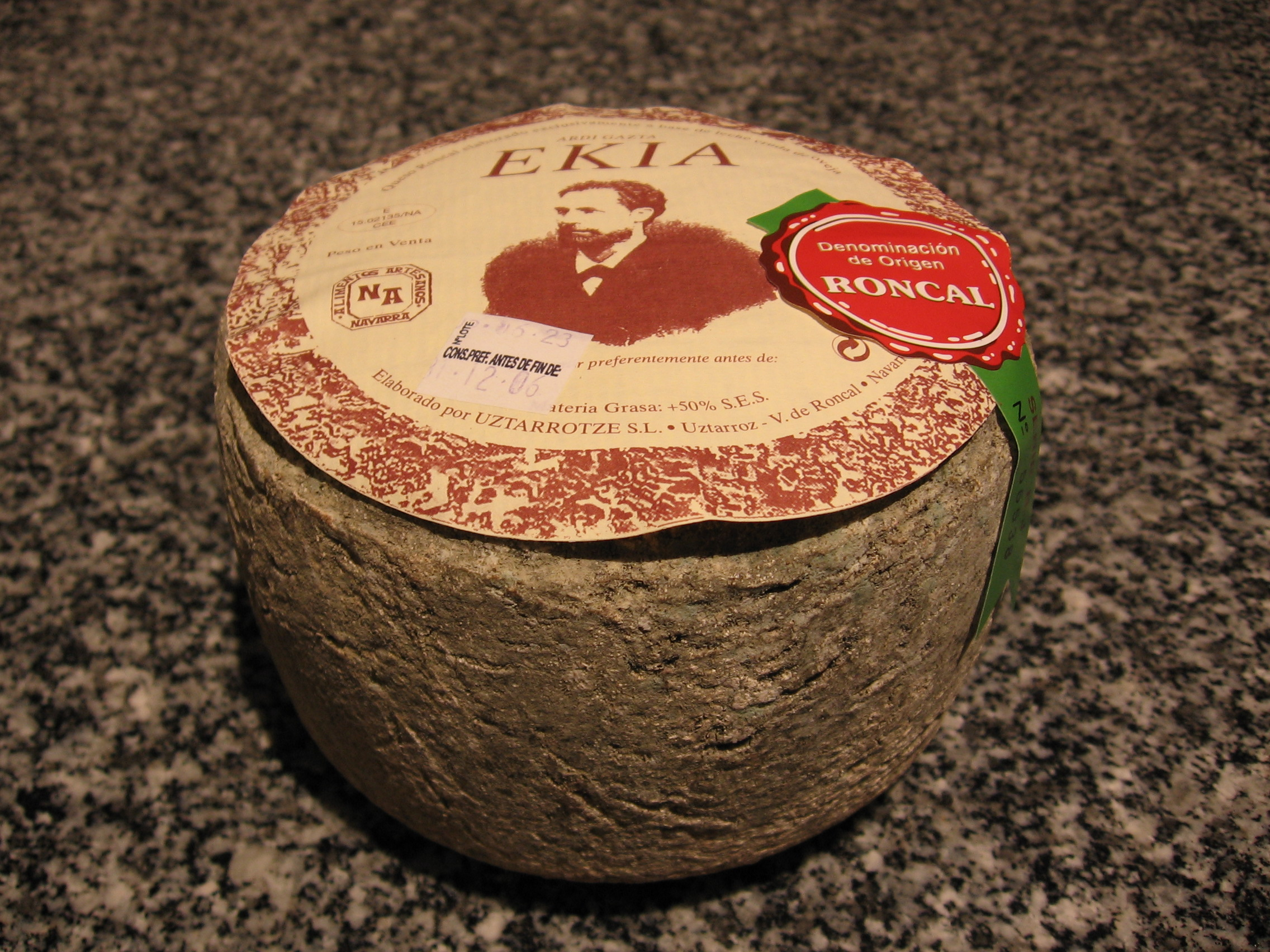
ロンカル・チーズ

ナバラ州は大西洋にも地中海にも面していないが、ピレネー山麓の河川で獲れたマスやサケなどの川魚が料理に用いられることがあり、ナバラの伝統料理として「マスのナバラ風」がある。肉料理にはカルデレーテ（羊肉またはウサギ肉と野菜の煮込み）、ゴリン（ローストポーク）などがあり、山岳部ではヤマウズラ、キジバト、ウサギなどのジビエ（狩猟鳥獣）が食材として用いられる。
ナバラ (DO)やリオハ (DOC)などの保護原産地呼称ワイン、VPプラド・デ・イラチェやVPアリンサノやVPパゴ・デ・オタスなどの畑限定原産地呼称ワイン、アスパラガス、ピキーリョ（赤ピーマン）、ロンカル（チーズ）、イディアサバル（チーズ）、パチャラン（果実酒）にはDO（原産地呼称制度）が導入されている。河岸地方で生産されるコゴーリョ（小型レタス）、アーティチョーク、グリーンピース、ソラマメなどもナバラの代表的な野菜であり、またトゥデラのモモ、エチャウリのサクランボなどの果物などもある。スピノサスモモの実をアニス酒に漬けたパチャランは家庭でも作られており、モスカテル（甘口ワイン）はデザートとしても選択される。

### 祭礼

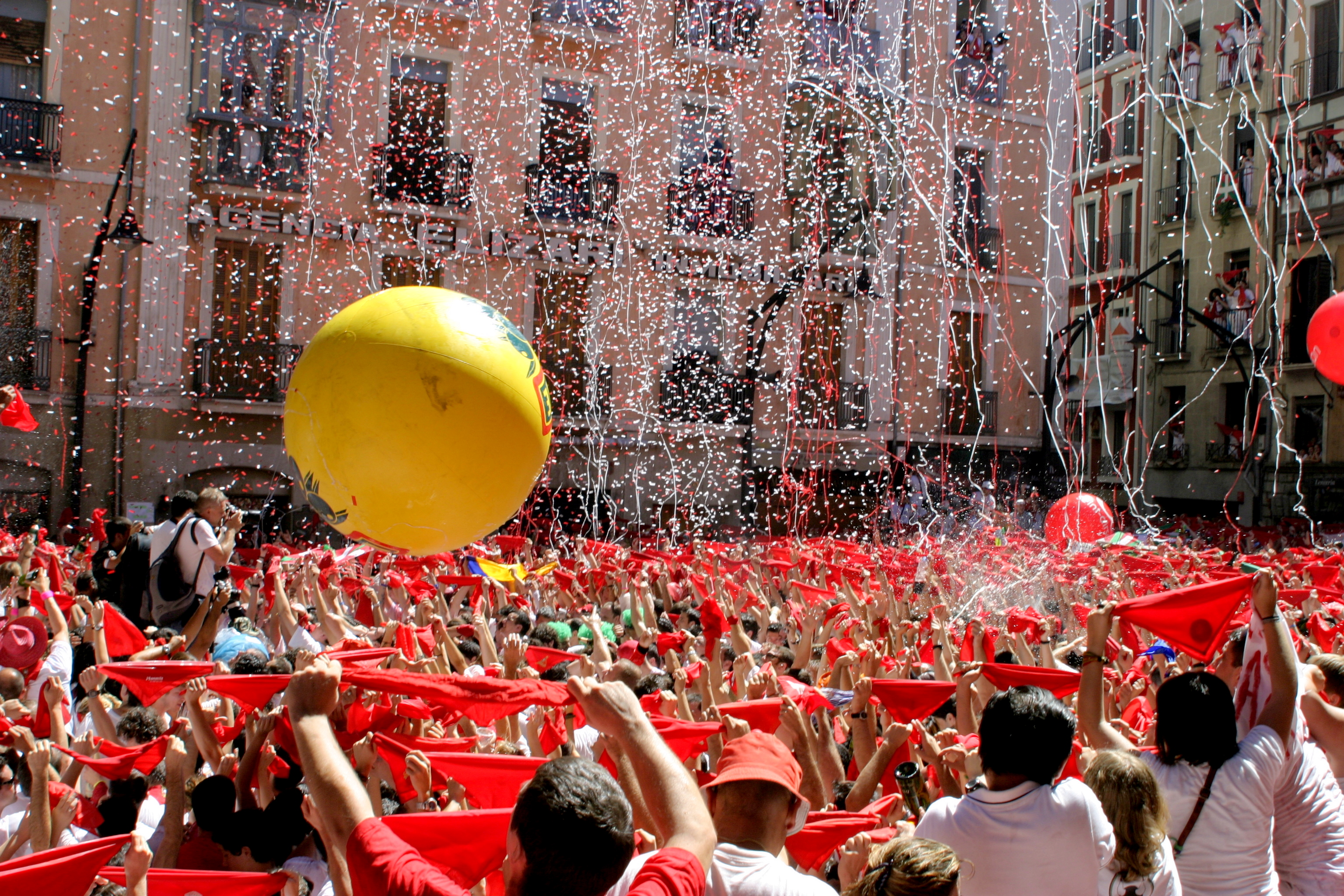
パンプローナのサン・フェルミン祭

ナバラ州のすべての自治体では守護聖人を称える祭礼が開催される。謝肉祭（カーニバル）、クリスマスのオレンツェロ（大酒飲みの炭焼き職人）、サンパンツァルなども受け継がれており、祭礼中のエンシエロ（牛追い）や巨大人形は多くの町の祭礼に見られる要素である。山岳部ではチストゥ（3本穴の縦笛）や小太鼓、中央部や河岸部ではバグパイプなどの楽器が祭礼を盛り上げる。
個々の祭礼では、7月に行われるパンプローナのサン・フェルミン祭（牛追い祭り）、ランツの謝肉祭（ミエル・オチン）、レサカのオレンツェロなどが有名であり、サン・フェルミン祭は世界中から観光客を集める。3月には州内外からフランシスコ・ザビエルが生まれ育ったハビエル城に巡礼者が集まり、聖週間（イースター）にはトゥデラやパンプローナなどで祭礼が行われる。

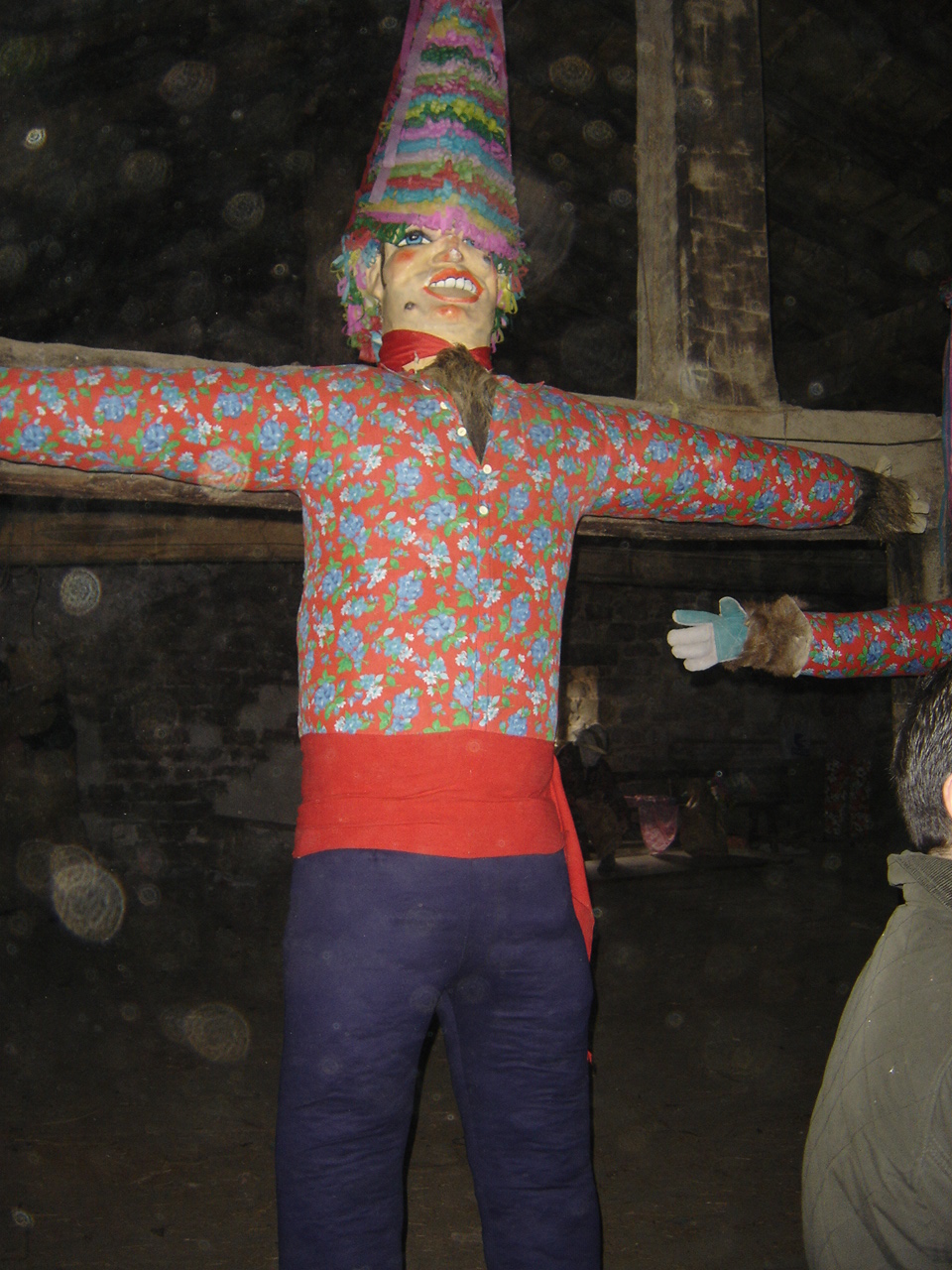
ランツの謝肉祭
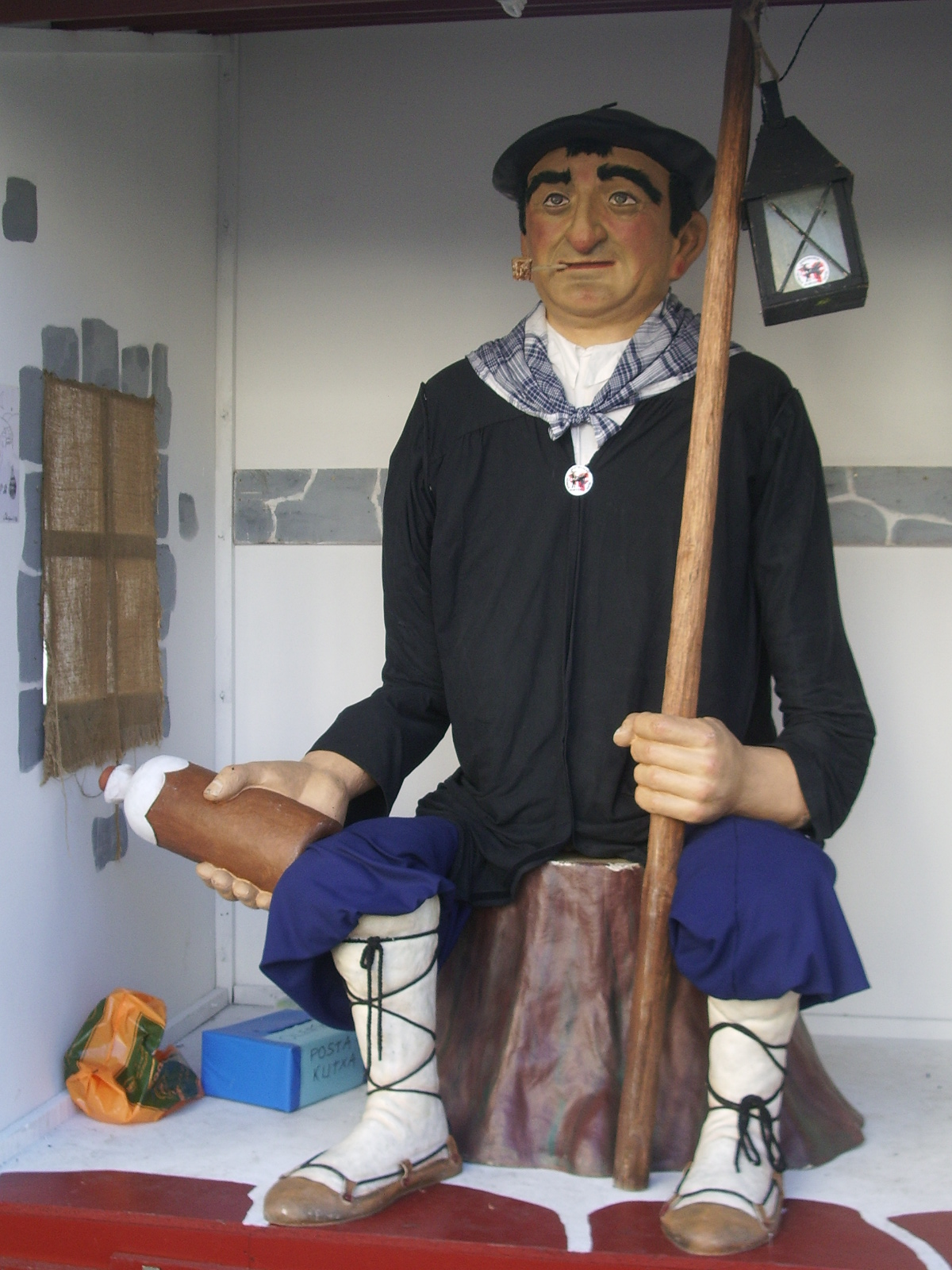
クリスマスのオレンツェロ
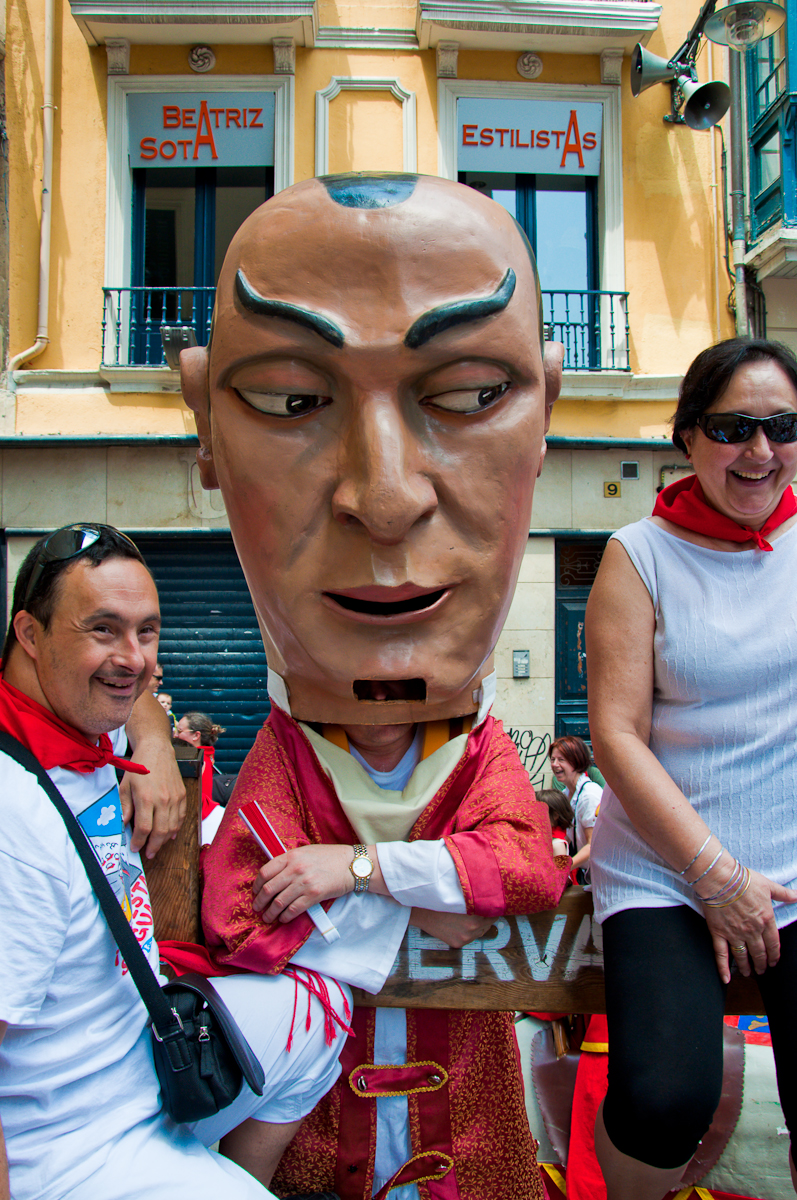
巨大人形の一種である大頭の小人

### 芸術
ナバラの拠点となる博物館は1956年に開館したナバラ博物館であり、またパンプローナ大聖堂の修道院別館には司教区博物館がある。ロンセスバーリェス、コレーリャ、トゥレブラス、トゥデラ、ハビエル城内部などに宗教芸術に関する博物館があり、アルテタ、エリソンド、イサバには民俗学博物館が、イラチェにはフリオ・カロ・バローハ民俗博物館が、ロンカルにはフリアン・ガヤレ邸博物館が、エステーリャ王宮内にはグスターボ・デマエストゥ博物館がある。美術館には、アルスサにあるホルヘ・オテイサ美術館、アリスクンのサンチョテナ美術館、トゥデラのセサル・ムニョス・ソラ美術館などがある。スペインを代表する彫刻家のオテイサは、存命中の1992年に自身の全作品群をナバラ州政府に寄贈した。ナバラ総合図書館は50万冊以上の蔵書を持っている。
大規模ホールにはナバラ州立バルアルテ会議コンサートホール、パンプローナ市立ガヤレ劇場などがあり、コンサート、オペラ、演劇などが行われる。音楽コンクールには声楽のフリアン・ガヤレ国際コンクール、パブロ・サラサーテ国際ヴァイオリン・コンクールなどがあり、音楽団体にはパブロ・サラサーテ交響楽団、パンプローナ合唱団、パンプローナ室内合唱団、パンプローナ交響楽団などがある。
19世紀に現れたフランシスコ・ナバロ・ビリョスラーダはロマン主義・伝統主義の著作家であり、20世紀初頭には小説家のフェリシュ・ウラバイェンが非順応主義を表した。詩人のアンヘル・ウルティア(Ángel Urrutia Iturbe)は雑誌「アルガ川」を創刊し、カルロス・バオスなどの作品が掲載された。他の20世紀の著作家にはアンヘル・マリア・パスクアル(Ángel María Pascual)、ホセ・マリア・イリバレン、ラファエル・ガルシア・セラーノ、ホセ・マリア・サン・フアン(José María Sanjuán)などがいる。現代作家にはパブロ・アントニャーナ、ミゲル・サンチェス・オスティス、ルシア・バケダーノ、ヘスス・フェレーロ、マヌエル・イダルゴなどがいる。
エウスカルツァインディア（バスク語アカデミー）やエウスコイカスクンツァ（バスク研究協会）がバスクに関する調査研究や文化振興を行っている。アンダルシア州、アストゥリアス州、カンタブリア州、カスティーリャ・イ・レオン州、カタルーニャ州、エストレマドゥーラ州、ガリシア州、バレンシア州には同郷州人会がある。

### スポーツ

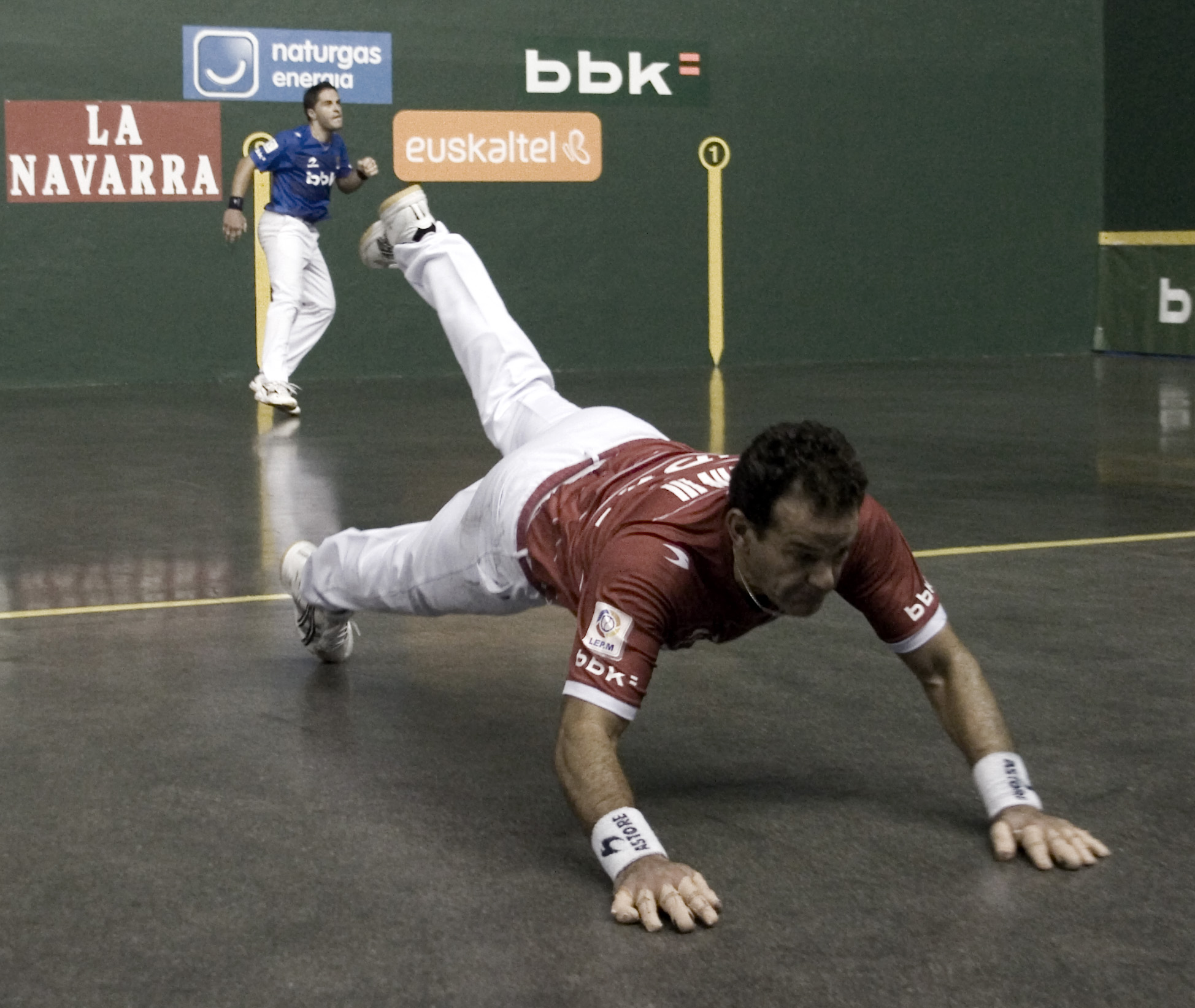
ペロタ競技中のティティン3世

ナバラではサッカー、狩猟、ウィンタースポーツ、ペロタ・バスカなどのスポーツが行われており、サッカーとペロタは観るスポーツとしても人気がある。サッカーのCAオサスナ、ハンドボールのSDCサン・アントニオ（2013年解散）、ペロタなどのプロチームがあり、フットサルのショタFSも全国リーグで実績を残している。ペロタの競技場は伝統的に教会に隣接していることが多く、ナバラはマルティネス・デ・イルホ（全国選手権シングルス優勝5度）、アイマル・オライソラ（全国優勝4度）、バリオラ（全国優勝1度）、エウギ（全国優勝3度）、ルベン・ベロキ（バルセロナ五輪金メダル）などの名選手を輩出している。バスクの伝統的スポーツであるアイスコラリ（丸太切り競技）、アリハソツァイレ（石の持ち上げ競技）なども活気がある。

## 出身人物
- イニゴ・アリスタ (770頃-852頃) : パンプローナ王国の建国者。
- フランシスコ・ザビエル (1506-1552) : イエズス会の宣教師。
- ミシェル・セルヴェ(1511-1553) : 人文主義者・神学者。
- ペドロ・デ・ウルスア（スペイン語版） (1520頃-1561) : コンキスタドール・探検家。
- フランシスコ・ハビエル・デ・エリオ(1767-1822) : 政治家・軍人。
- フランシスコ・シャビエル・ミナ（スペイン語版） (1789-1817) : ゲリラ兵士・軍人。
- ミゲル・イラリオン・エスラバ（スペイン語版） (1807-1898) : 作曲家。
- フリアン・ガヤレ（スペイン語版） (1844-1890) : テノール歌手。
- パブロ・デ・サラサーテ (1844-1908) : ヴァイオリニスト・作曲家。
- サンティアゴ・ラモン・イ・カハール(1852-1934) : 神経解剖学者。ノーベル生理学・医学賞受賞（1905年）。
- アルトゥーロ・カンピオン（スペイン語版） (1854-1937) : 著作家。
- フランシスコ・ハビエル・サエンス・デ・オイサ (1918-2000) : 建築家。
- ホセ・マリア・ヒメノ・フリオ（スペイン語版） (1927 - 2002) - 歴史学者・民族誌学者。
- ホセ・マリア・サトゥルステギ（スペイン語版） (1930-2003) : 著作家。
- ラファエル・モネオ (1937- ) : 建築家。
- カルロス・ガライコエチェア (1938-) : 政治家。バスク州政府首相。
- イグナシオ・ソコ(1939-) : サッカー選手。EURO1964優勝。
- マラニョン(1948-) : サッカー選手。
- ミゲル・サンス(1952-) : 政治家。ナバラ州首相。
- マリア・バーヨ(1958-) : ソプラノ歌手。
- ジョランダ・バルシーナ(1960-) : 政治家。ナバラ州首相。
- ミゲル・インドゥライン (1964-) : 自転車競技選手。ツール・ド・フランス個人総合5連覇。
- ウシュエ・バルコス(1964-) : 政治家。ナバラ州首相。
- ヨン・アンドニ・ゴイコエチェア(1965-) : サッカー選手。
- イニャキ・オチョア (1967-2008) : 登山家。
- ナイワ・ニムリ(1972-) - 女優。
- マリア・チビテ(1978-) : 政治家。ナバラ州首相。
- フェルナンド・ジョレンテ(1985-) : サッカー選手。2010W杯優勝。

フランシスコ・ザビエル
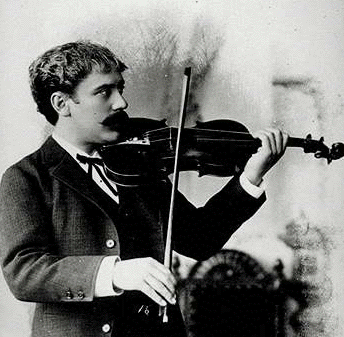
パブロ・デ・サラサーテ
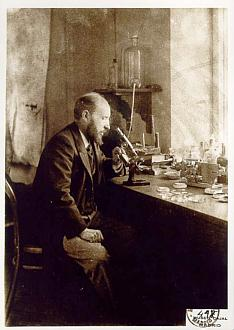
サンティアゴ・ラモン・イ・カハール
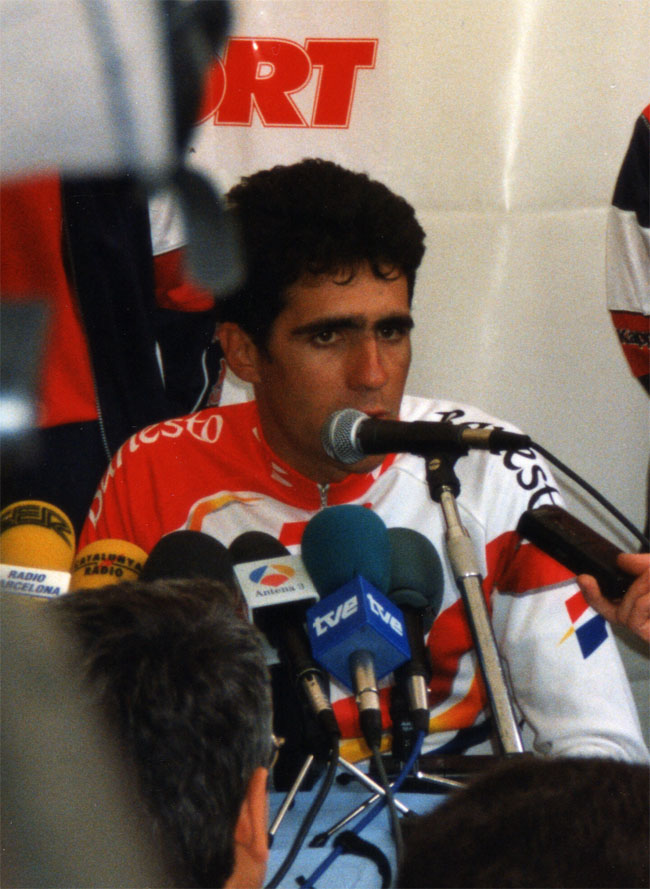
ミゲル・インドゥライン
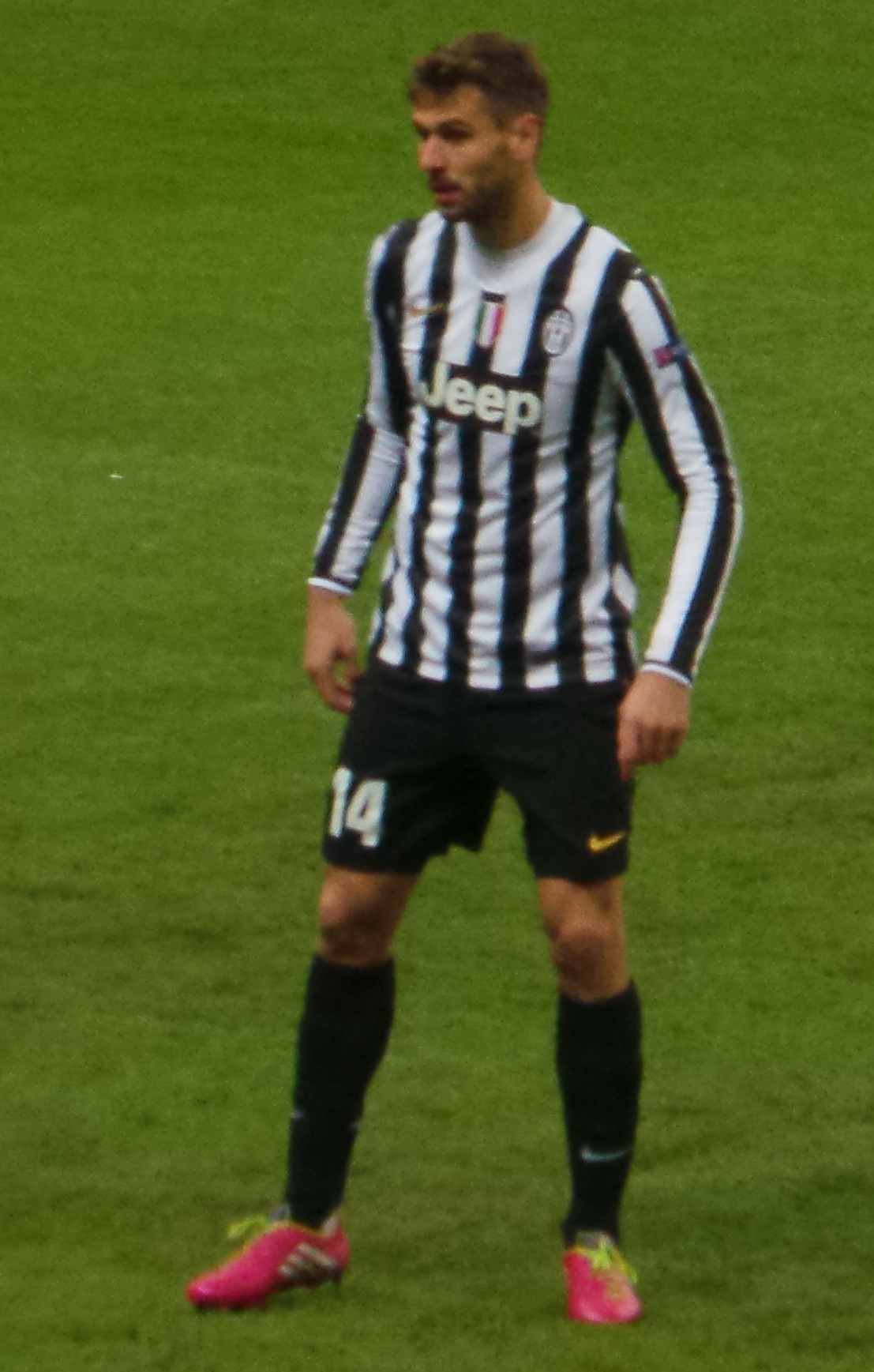
フェルナンド・ジョレンテ